# Туризм у Росії
Туризм у Росії — галузь економіки Росії, що розвивається. У 2014 році Росія прийняла близько 28 млн міжнародних гостей (9-е місце в світі). Доходи Росії від міжнародного туризму 2011 року склали $ 11,4 млрд. Туристична галузь регулюється Федеральним законом N 132-ФЗ «Про основи туристичної діяльності», який встановлює поняття, принципи регулювання і пріоритети розвитку. Встановлено федеральні податкові пільги на туристичну діяльність.

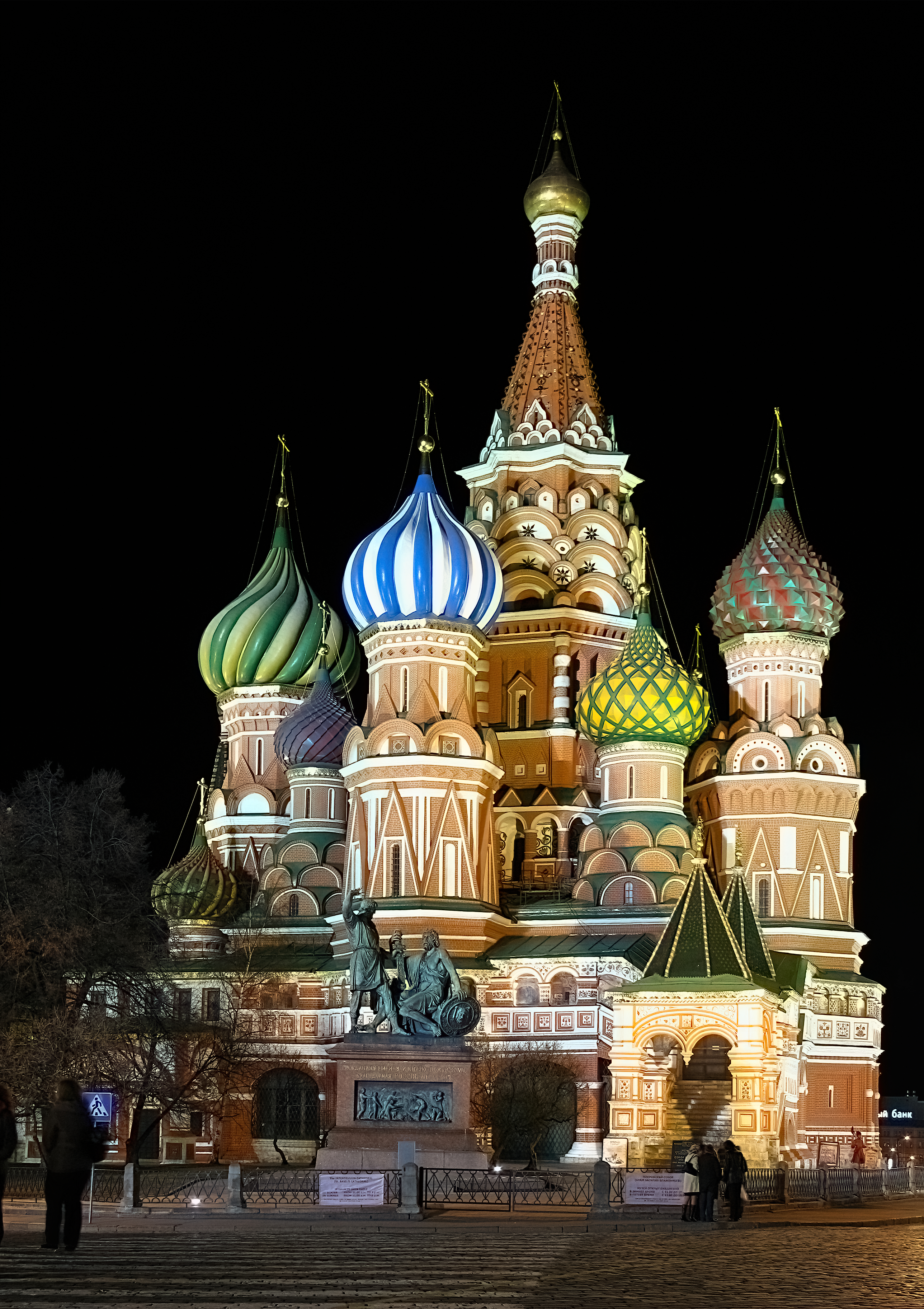
Собор Василія Блаженного вночі

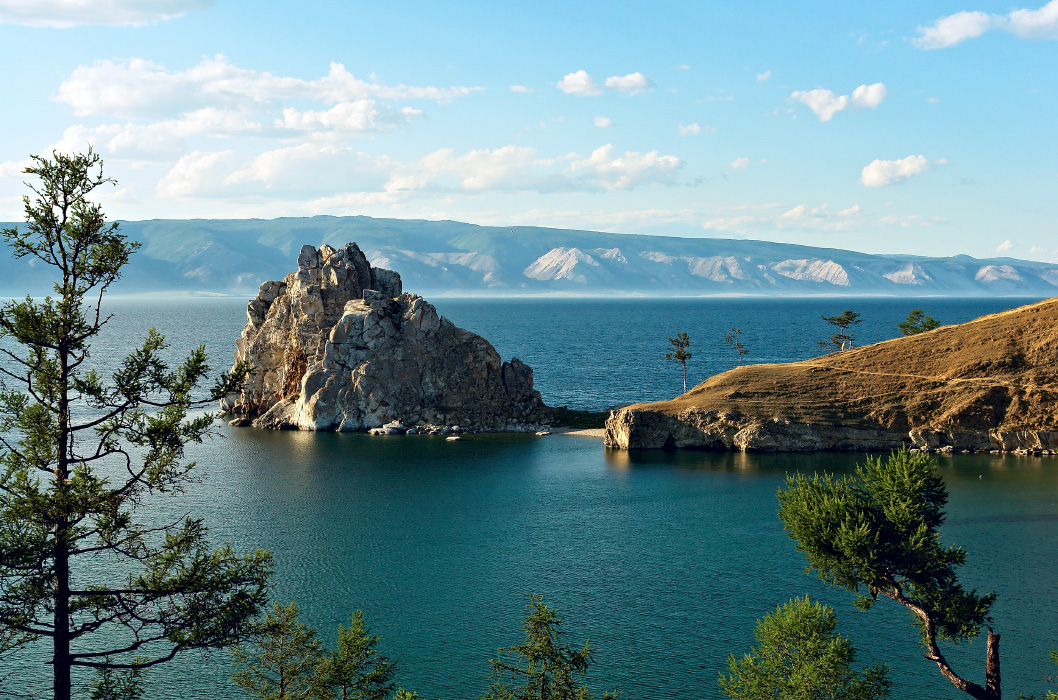
Вид на озеро Байкал

У країні знаходяться 26 об'єктів Світової спадщини ЮНЕСКО. Основними туристичними цілями в Росії є відвідування старої і нової столиць Росії, санаторно-курортних установ Краснодарського і Ставропольського країв, Калінінградської області, гірськолижних курортів Кавказу і Сибіру, подорож по «Золотому кільцю Росії», круїзи по Волзі, круїзи на криголамі в національний парк «Російська Арктика», далекі поїздки по Транссибірській магістралі, з відвідуванням Алтайських гір і озера Байкал, подорожі до вулканів Камчатки і Примор'я.
В даний час в Росії сфера послуг і туристична інфраструктура проходять період реорганізації, відповідно до затвердженої урядом федеральної цільової програми «Розвиток внутрішнього і в'їзного туризму в Російській Федерації (2011—2018 роки)». У наймальовничіших і затребуваних туристами регіонах Росії створені і створюються туристичні особливі економічні зони, які припускають сприятливі умови для організації туристичного бізнесу.
З «відкриттям кордонів» в пострадянський час туристична галузь в Росії характеризується дуже великою амплітудою виїзного туризму, в першу чергу пляжно-оздоровчого і екскурсійного. Щорічно до декількох мільйонів громадян Росії відвідують іноземні держави, а курорти Туреччини (Анталія) і Єгипту (Шарм-еш-Шейх, Хургада та ін.) фактично стали новими «всеросійськими курортами» замість колишніх Чорноморського узбережжя Кавказу.
У зв'язку з деяким кризовим провалом туристичної галузі (особливо виїзного туризму) в Росії в 2014 році через банкрутство ряду туроператорів, девальвацію рубля, зовнішні санкції та внутрішні обмеження роль внутрішнього туризму стала зростати.

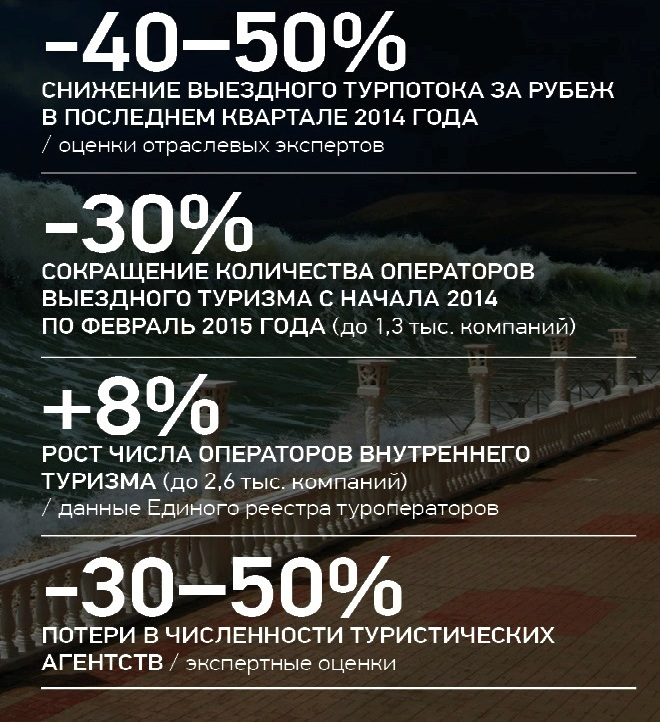
Туристична галузь в Росії в 2014—2015 роках

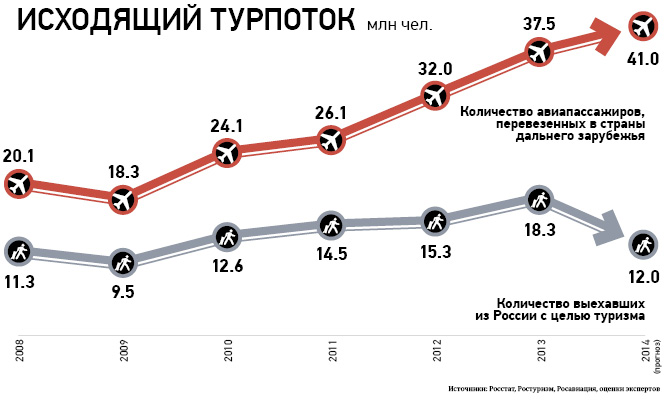
Вихідний турпотік

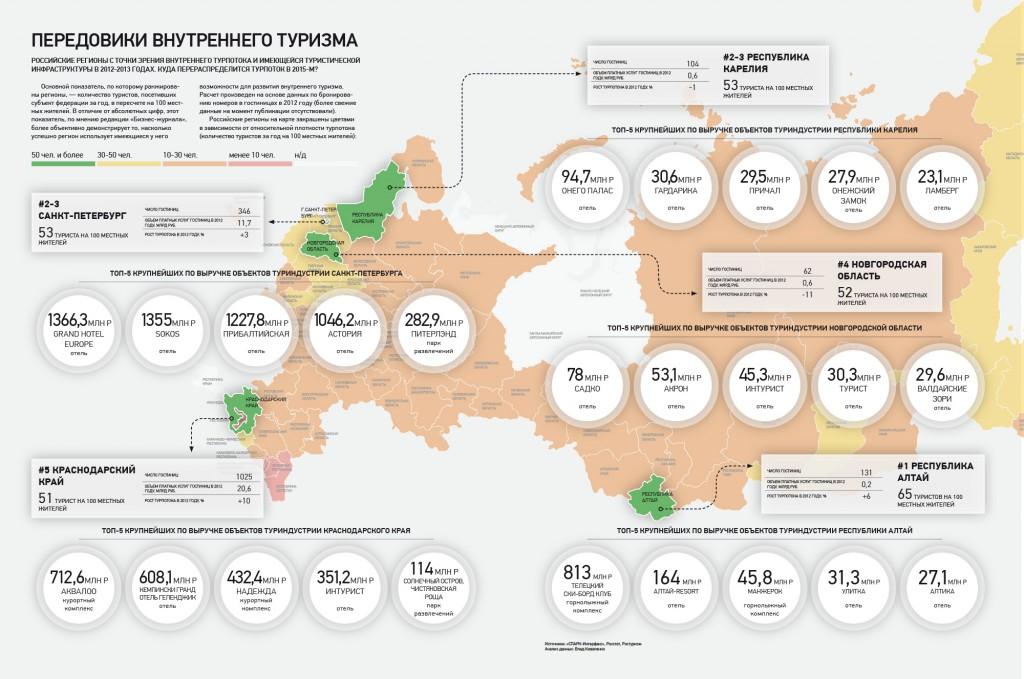
ТОП-5 регіонів Росії по внутрішньому туризму в 2012 році

## Основні поняття і державне регулювання
Федеральний закон «Про основи туристичної діяльності в Російській Федерації» від 05.02.2007 року N 12-ФЗ визначає туризм як тимчасові виїзди (подорожі) громадян Російської Федерації, іноземних громадян та осіб без громадянства і постійного місця проживання в оздоровчих, пізнавальних, професійно-ділових, спортивних, релігійних та інших цілях без зайняття оплачуваною діяльністю в країні (місці) тимчасового перебування.
Залежно від складових послуг і категорій споживачів туризм підрозділяється на внутрішній і міжнародний.
Внутрішній туризм — це тимчасовий виїзд громадян конкретної країни з постійного місця проживання в межах національних кордонів тієї ж країни для відпочинку, задоволення пізнавальних інтересів, занять спортом і в інших туристичних цілях.
Міжнародний туризм — це систематизована і цілеспрямована діяльність підприємств сфери туризму, що з наданням туристичних послуг і туристичного продукту іноземним туристам на території Російської Федерації (в'їзний туризм) і наданням туристичних послуг і туристичного продукту за кордоном (виїзний туризм).
У Федеральному законі «Про основи туристичної діяльності в Російській Федерації» від 05.02.2007 N 12-ФЗ даються такі визначення внутрішнього, виїзного і в'їзного туризму:
- Туризм внутрішній — туризм у межах території Російської Федерації осіб, які постійно в ній проживають.
- Туризм виїзний — туризм осіб, які постійно проживають в Російській Федерації, в іншу країну.
- Туризм в'їзний — туризм в межах території Російської Федерації осіб не проживають постійно в РФ.

У літературі також дається визначення внутрішній турист. Це тимчасовий відвідувач, що здійснює в відвідуваному місці як мінімум одну ночівлю, який постійно проживає в певній місцевості і мандрує в цілях туризму в іншу місцевість у межах своєї країни, але поза межами його звичайного проживання на термін, що не перевищує 12 місяців і не займається оплачуваною діяльністю в місці тимчасового перебування .
До категорії внутрішніх туристів не належить і не враховуються в статистиці внутрішнього туризму:
- Постійні мешканці, які переміщуються в інше місце або місцевість в межах країни з метою організації свого звичайного місця проживання, наприклад, переселенці, особи, що з яких-небудь мотивів змінюють своє місце проживання;
- Особи, що переміщаються в інше місце в межах країни для заняття діяльністю, що оплачується з джерела у відвідуваному місці, наприклад тимчасові або сезонні, вахтові робочі;
- Особи, що переміщаються між місцевостями з метою оплачуваної роботи або навчання;
- Військовослужбовці, які перебувають при виконанні службових обов'язків або на маневрах, а також утриманці, які супроводжують і члени їх сімей;
- Кочівники і біженці, а також вимушені переселенці;
- Транзитні пасажири;
- Учасники групових поїздок на туристських поїздах, які ночують у вагонах поїзда;
- Члени екіпажів морських суден, залізничних потягів, які ночують на судні або у вагоні поїзда.

Державна політика у сфері туризму — це діяльність органів державної влади, різних організацій з визначення форми, завдань і змісту діяльності у сфері туризму.
Основним нормативно-правовим документом, що регламентує відносини у сфері туризму є Федеральний закон від 05.02.2007 № 12-ФЗ «Про внесення змін до Федерального закону» Про основи туристичної діяльності в Російській Федерації ". Відповідно до статей 3,4 Закону держава визнає туристичну діяльність однією з пріоритетних галузей економіки РФ і важливим напрямком державного регулювання сфери туризму є підтримка та розвиток внутрішнього, в'їзного, соціального та самодіяльного туризму.
З набранням чинності цього Закону з 01.06.2007 року ліцензії на туроператорську і турагентську діяльність втрачають силу і вводяться банківські гарантії для туроператорів, які здійснюють діяльність у сфері внутрішнього і міжнародного туризму.
У Росії зараз існує дві організації, що відповідальні за стан туристичної галузі: Федеральне Агентство з туризму (Ростуризм) і Комітет з економічної політики, підприємництва і туризму в Державній Думі РФ.

## Туристичний потенціал Росії
Одними з найпривабливіших туристичних ресурсів Росії є історико-культурна та природна спадщина. На території країни сконцентровано безліч пам'яток історії та культури. На початку 2004 року в Державному реєстрі пам'яток історії та культури налічувалося 81 426 об'єктів спадщини, в тому числі 23 397 об'єктів федерального значення і 58 029 — місцевого значення. Багато з цих об'єктів унікальні і можуть бути віднесені до світових скарбів культури.
На території Росії знаходиться 26 об'єктів, що включені в Список Світової спадщини ЮНЕСКО, з них, 13 — як об'єкти культурної спадщини.
Основу історико-культурного та природного потенціалу Росії складають об'єкти, які доцільно класифікувати за їхніми характеристиками наступним чином: музеї та музеї-заповідники, національні парки, історичні міста і поселення.
Важливу роль у формуванні культурного потенціалу Росії та розвитку туризму грають рухомі пам'ятки, що зберігаються у фондах музеїв. У Росії налічується понад 1500 державних і муніципальних музеїв, в яких зберігається 80 млн музейних предметів.
У Росії поставлені на державну охорону не тільки пам'ятники історії і культури, але й особливо цінні території, де зберігається весь історико-культурний і природний комплекс спадщини, унікальні культурні та природні ландшафти (в даний час існує більше 120 музеїв-заповідників і музеїв-садиб).
Важливу роль у збереженні спадщини відіграють національні парки, яких налічується 35. У багатьох з них зберігається не тільки природна спадщина, а й унікальні історико-культурні об'єкти.
Особливе значення в організації цікавих туристських маршрутів грають історичні міста і поселення. У Росії 539 поселень відносяться до історичних об'єктів. У них зберігаються не тільки окремі пам'ятники історії і культури, а й пам'ятки містобудування, архітектурні ансамблі, зразки історичної забудови та історичні ландшафти.

## Статистична інформація
За даними Росстату, з 1995 року по 2011 рік іноземний туризм в Росії виріс на 27 %: число іноземних туристів збільшилася з 1,8 до 2,3 млн осіб на рік у 2011 році лідером за кількістю туристів, що приїжджають до Росії, є Німеччина, на другому місці Китай, а третє — США. Дані Росстату говорять про те, що в'їзний потік в Росію останнім часом збільшується, перш за все, за рахунок Китаю, який показав у 2011 році найбільше зростання — 48 %. При цьому загальне число іноземців, які відвідали країну з різними цілями, в 2011 році склало 24,9 млн, що на 11 % більше, ніж роком раніше. Внутрішній туризм в Росії перевищує в'їзний: так, в 2010 році кількість внутрішніх туристів дорівнювало 32 мільйонам чоловік, проте його зростання останнім часом сповільнилося.
За даними міністерства спорту, туризму і молодіжної політики РФ частка туристичної галузі в загальному обсязі ВВП Росії за підсумками 2010 року склала 3 %, з урахуванням суміжних галузей — 6,5 %.

## Цілі туризму в Росії

### Огляд визначних пам'яток

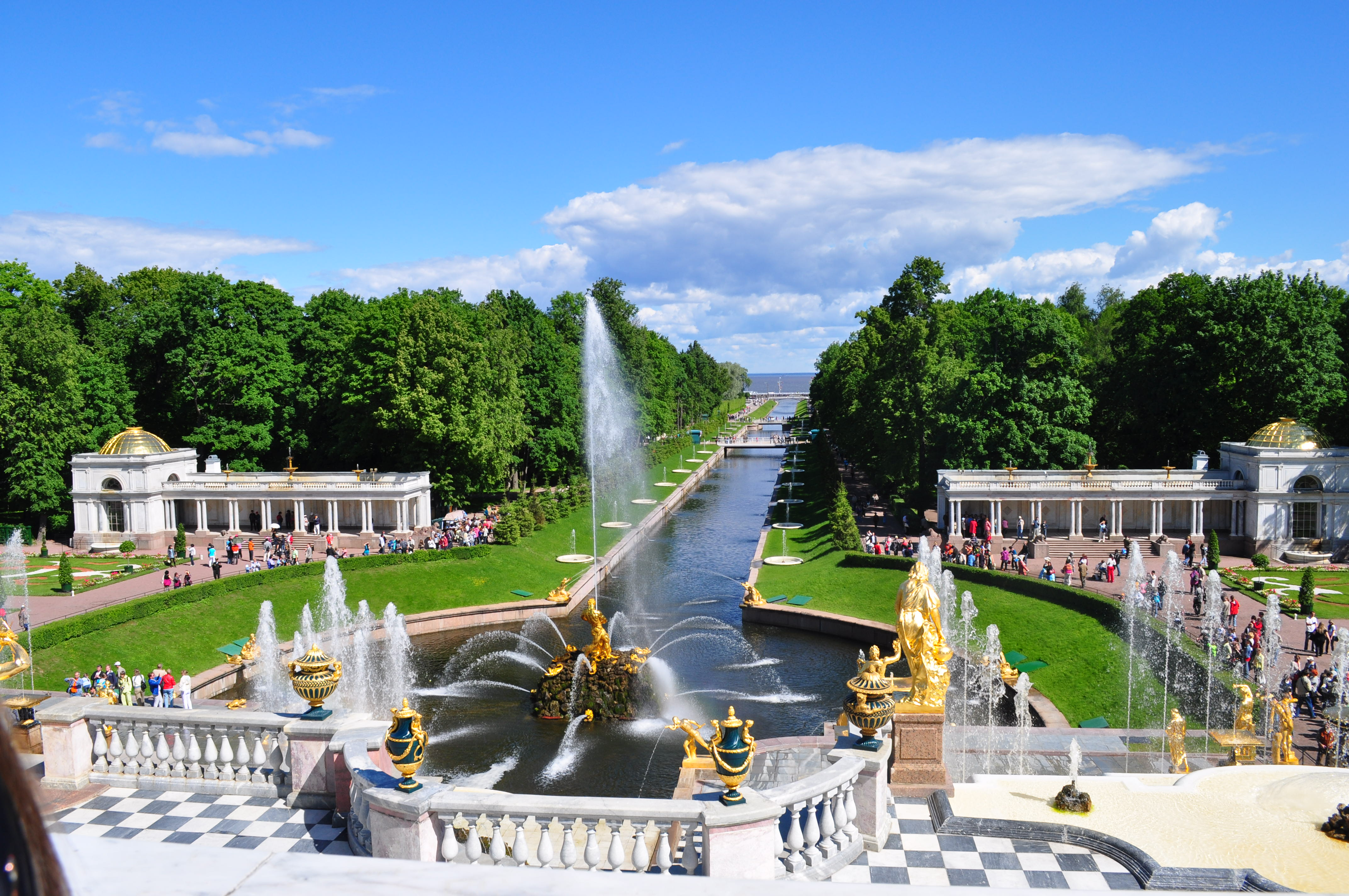
Петергоф.

Росія — найбільша країна у світі, вона розташована в декількох кліматичних поясах, відрізняється різноманітністю форм рельєфу, має багату історію, в ній проживають сотні великих і малих народів, і тому тут можна знайти безліч пам'яток на будь-який смак. Зрозуміло, метою цього розділу не є перерахування пам'яток Росії, але всього лише загальний опис основних категорій, і наведення декількох, можливо, найяскравіших прикладів.

#### Природні пам'ятки

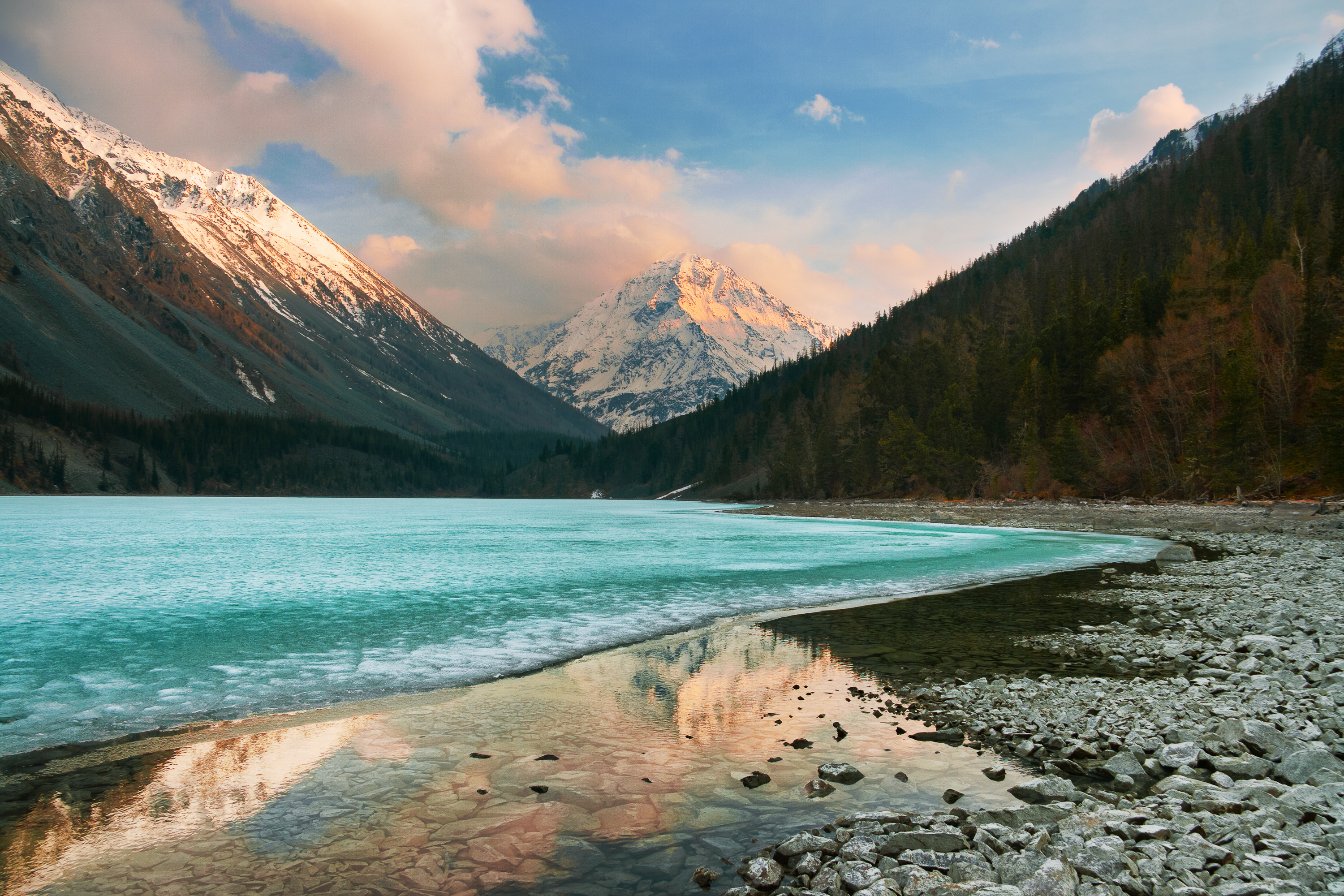
Захід на Кучерлінському озері, Алтай

У Росії знаходиться безліч об'єктів природи, часом унікальних. Дев'ять з них включені в список об'єктів Всесвітньої спадщини ЮНЕСКО. Перш за все це глибоке прісноводне озеро на землі, Байкал. Відзначимо, що на берегах Байкалу непогано розвинена туристична інфраструктура, і зокрема, на історичній ділянці Кругобайкальської залізниці курсують екскурсійні поїзди, в яких пасажирам розповідають про озеро і історії будівництва залізниці, а в селищі Листв'янка функціонує музей, цілком присвячений Байкалу.

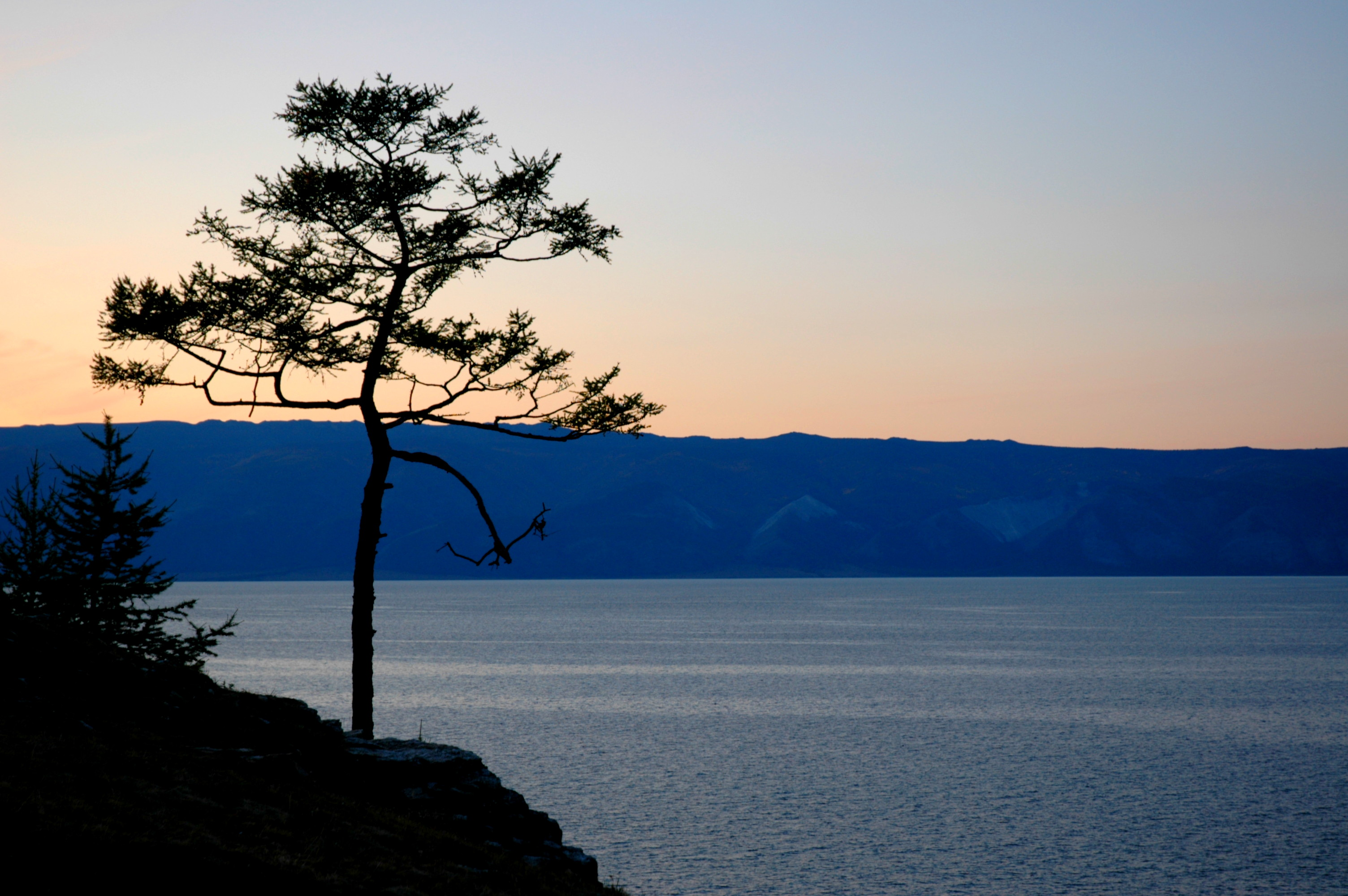
острів Ольхон — «серце» Байкалу

Значну частину території Росії займають гірські системи, в тому числі північна частина найвищої гірської системи Європи — Кавказу, в яких знаходяться багато водоспадів, красиві каньйони, відомі серед альпіністів вершини, а також проживають багато унікальних видів тварин. На Камчатці знаходяться відомі у всьому світі вулкани і знаменита Долина гейзерів. Там само традиційно спостерігають великих ведмедів, які стали в очах іноземців своєрідним символом Росії.
В інших місцях Росії також є досить відомі і не дуже «розкручені» різноманітні інші природні пам'ятки, такі як Природний заповідник «Стовпи» у Красноярську, Стовпи вивітрювання Маньпупунер в Комі, Ленські стовпи, Амурські стовпи, Кунгурська печера на Північному Уралі, Шихани в Башкортостані, Куршська коса у Калінінграді, Даурський заповідник, Плато Путорана, Золоті гори Алтаю, Сіхоте-Алінський заповідник тощо.
Територією Російської Федерації протікають п'ять величезних річок: Амур, Лена, Єнісей, Об і Волга, і безліч інших річок, кожна з яких може розглядатися як самостійна пам'ятка.
Однією з характерних особливостей країни є велика кількість територій, що знаходяться в зоні вічної мерзлоти. Даному природному явищу присвячений музей в місті Ігарка Красноярського краю.
Варто відзначити, що в Росії в даний час діють численні природно-наукові музеї, що присвячені природі країни: зоологічні, геологічні, палеонтологічні, і багато інших. Значна їхня частина знаходиться в Москві, однак деякі тематичні музеї розташовані ближче до основного об'єкта вивчення, як в прикладах вище.
Нарешті, в даному розділі можна згадати «Білі ночі», природне явище, що оспіване поетами, і яке стало символом міста Санкт-Петербург, а також північне сяйво у Мурманській і Архангельській областях.

#### Культурні пам'ятки

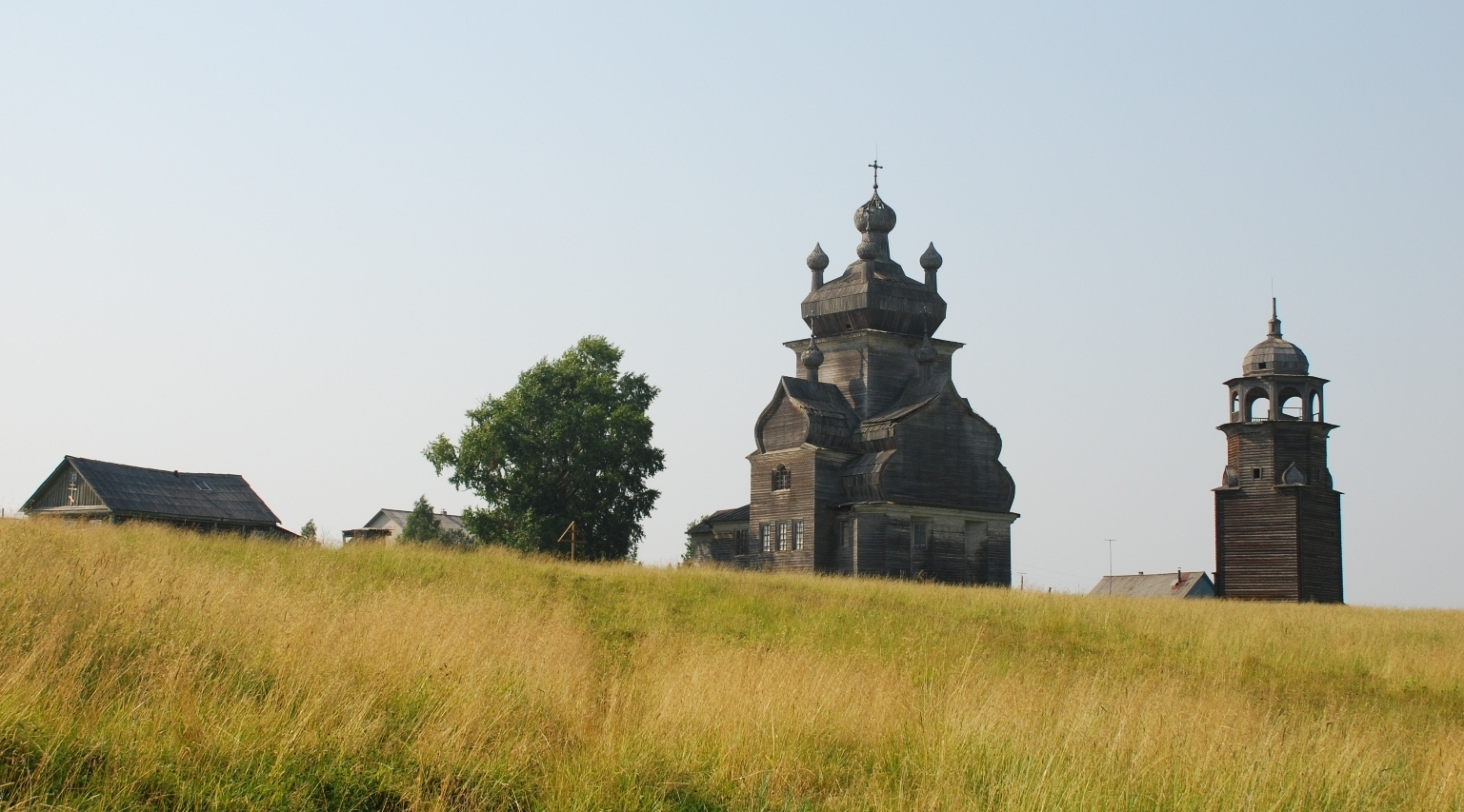
Церква в Турчасово, Архангельська область

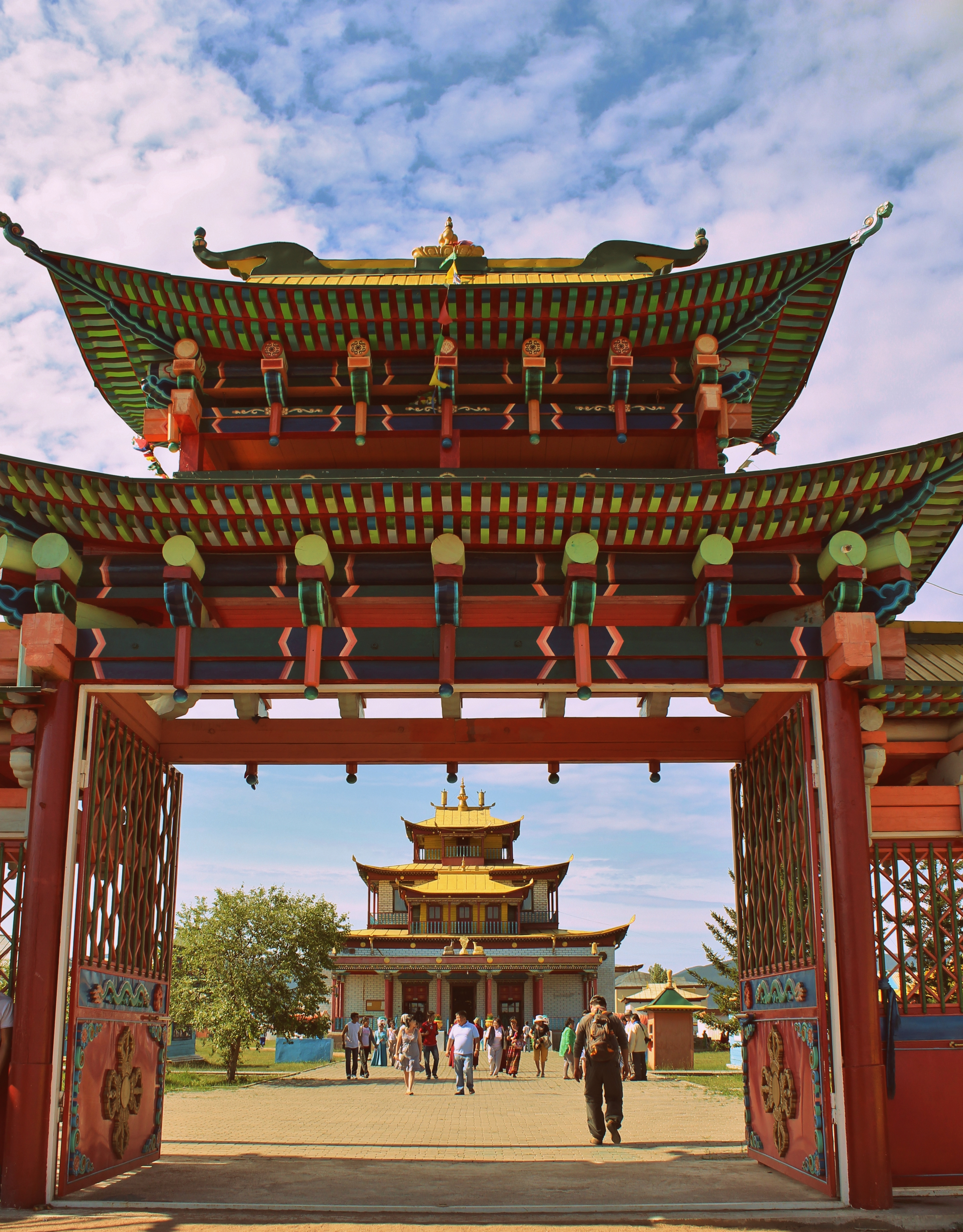
Бурятія — центр російського буддизму.

Також як і природні, рукотворні пам'ятки Росії надзвичайно різноманітні. Проте, значна їхня частина майже невідома іноземцям, і також жителям країни. Найпопулярніші серед туристів Москва і Санкт-Петербург, також значною популярністю користуються маршрути по «Золотому кільцю Росії», в Казань, Новгород Великий, Вологду, Псков, Волгоград. Однак, майже в будь-якому із сучасних історичних міст Росії є, що подивитися туристам.
Несхожою на інші країни робить Росію російська архітектура. «Перлини» її можна знайти як в містах, так і в сільській місцевості, наприклад, Церква Покрови на Нерлі, Преображенська церква на острові Кижі і весь унікальний дерев'яний комплекс Кижі, Соловецький архіпелаг. Чудові найпопулярніші у туристів Московський Кремль і палацово-фонтанний Петергоф. Відвідувані туристами історичні центри Санкт-Петербурга, міста Золотого кільця, Казані, Новгорода Великого, Ярославля, Тобольська, Іркутська тощо. Цікаві також загальнонаціональний етнопарк «Моя Росія» в Червоній Поляні у Сочі, етнотуристичний комплекс козацької станиці в натуральну величину просто неба на Таманському півострові Атамань, Скульптурний парк «Легенда» в Пензі і інші, а незабаром головним таким об'єктом стане підмосковний ландшафтний парк «Росія в мініатюрі». У країні також є безліч старовинних і нових архітектурних пам'яток інших народів, наприклад, мечеті Кул-Шаріф в Казані, Ляля-Тюльпан в Уфі, Серце Чечні в Грозному, Золота обитель Будди Шак'ямуні в Елісті, Іволгинський дацан поблизу Улан-Уде, Стародавній Булгар тощо.

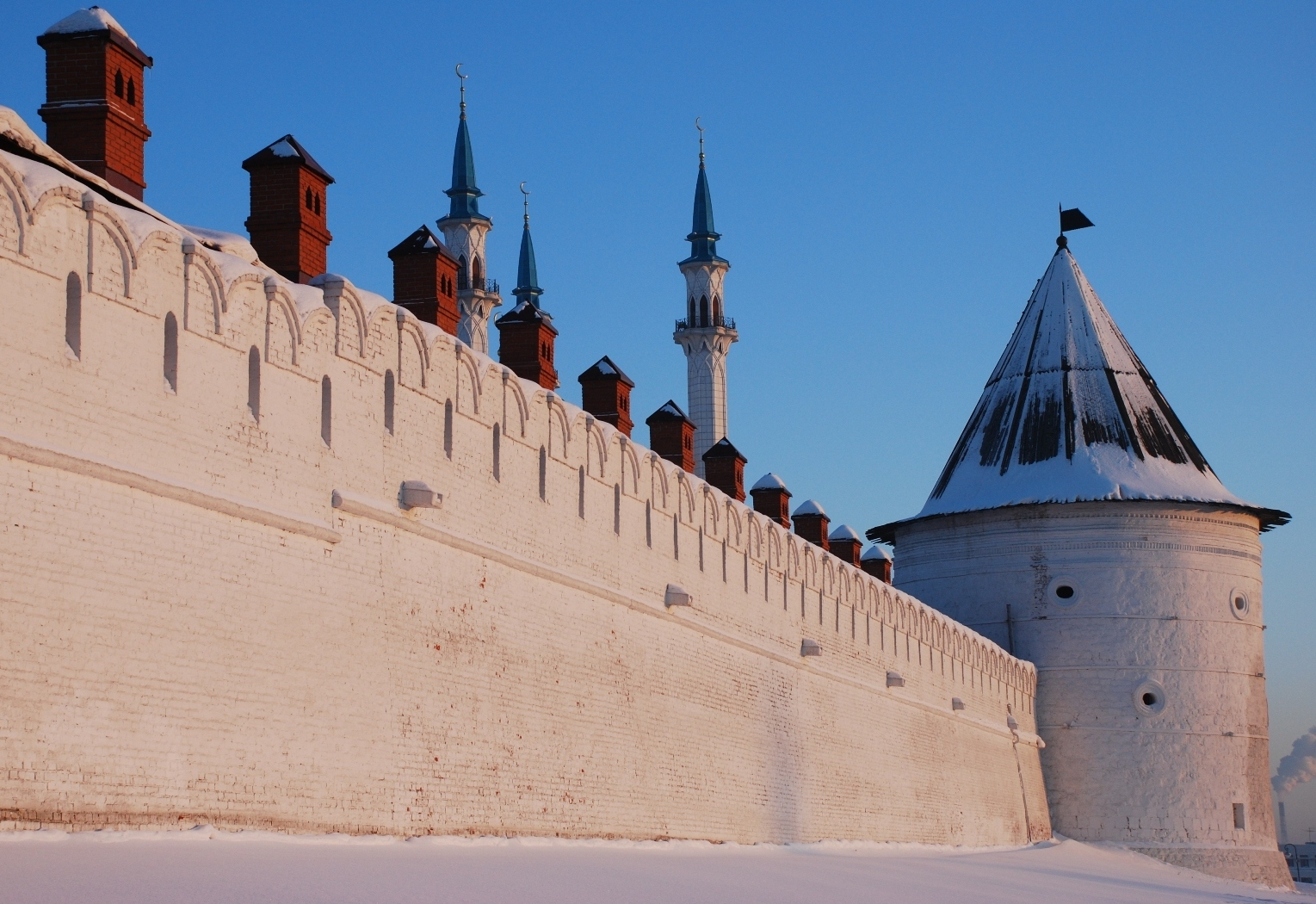
Стіни Казанського кремля

Можна особливо відзначити такі унікальні пам'ятники оборонної архітектури, як фортеці Дербентська і Нарин-Кала в найдавнішому в Росії місті Дербенті, Новгородський дитинець і всі кремлі міст центральної Росії, Кронштадт, Вовнушки і інші вежі Інгушетії, а також такий відомий твір монументального мистецтва — монумент Батьківщини-Матері на Мамаєвому кургані.
Цікавість представляють давньоарійське городище Аркаїм біля Челябінська, кавказькі дольмени, зразки наскального і печерного живопису, найвідоміші з яких знаходяться в Сибіру, на Уралі, в Карелії, біля Хабаровська.
Крім цивільної та церковної архітектури, в Росії знаходяться цікаві технічні споруди, які заслуговують на увагу самі по собі. Це Останкінська телевежа, розвідні мости Санкт-Петербурга, вантові мости Владивостока, старовинні гірські заводи Уралу, гідроелектростанції (зокрема, Саяно-Шушенська ГЕС), гігантські кар'єри (наприклад, алмазний кар'єр у місті Мирний), найглибша в світі Кольська свердловина та ін.
Як і у випадку з природними пам'ятками, в Росії є музеї, що відображають всі аспекти людської діяльності, в тому числі і всесвітньо відомі, такі як Державний Ермітаж і Російський музей в Санкт-Петербурзі або  Пушкінський музей і Третьяковська галерея в Москві.
Особливим випадком є подієвий туристичний напрямок, що значно розвивається останнім часом і який відносять також до антропогенних. Велика кількість туристів і відпочиваючих стали особистими свідками святкування 300-річчя в 2003 Санкт-Петербурга, Тисячоліття міста в 2005 і Універсіади в 2013 в Казані, Зимової Олімпіади в 2014 в Сочі і менш масштабних деяких інших подій, або стали активно відвідувати ці «розкручені» таким чином місця пізніше. Очевидно, подібне має бути під час Футбольного чемпіонату світу 2018. Також зростає туристична сфера навколо «дідморозівського» Великого Устюга, найвідоміших масштабних фестивалів і свят (типу музичних і кінематографічних сочинських, Грушинського, Рок над Волгою, військово-історичних, фентезійних та інших рольових реконструкцій і т. д.) та інших подій і місць, що мають або знаходять завдяки «розкрутці» загальнонаціональне значення.

### Круїзи і подорожі
Під подорожами і круїзами маються на увазі тривалі поїздки на порівняно великі відстані, однак при цьому здійснюються у відносному комфорті і без витрат істотних сил. Тобто, багатоденні спортивні походи, навіть організовані туристичним агентством, тут не розглядаються. В силу причин, описаних в розділі Транспорт, для тривалих але необтяжливих подорожей в Росії найкраще підходять водні і залізничні колії. Однак, на залізниці, в силу, ймовірно, її соціальної значущості в Росії і високої завантаженості, можна вказати лише лічені приклади круїзних туристичних поїздів. Це, перш за все, поїзд «Золотий Орел», що курсує по Транссибірській магістралі.
Зовсім інша ситуація з річковими подорожами. У Росії розвинені круїзи по великих річках — Волзі, Лені, Єнісею. Тут, особливо на Волзі, пов'язаною системою каналів з Москвою і Санкт-Петербургом, є величезна кількість пропозицій. Такі круїзи далеко не так безпечні, як може здатися з огляду на те, що практично весь флот працює з радянських часів і належить сильно орієнтованим на прибуток приватним компаніям і не завжди є належний контроль за ними; слід звертати увагу на зовнішній вигляд і завантаженість судна. У Росії суду випускаються в рейс з доглядом, проте якість контролю може відрізнятися, про що нагадала трагедія теплоходу «Булгарія».

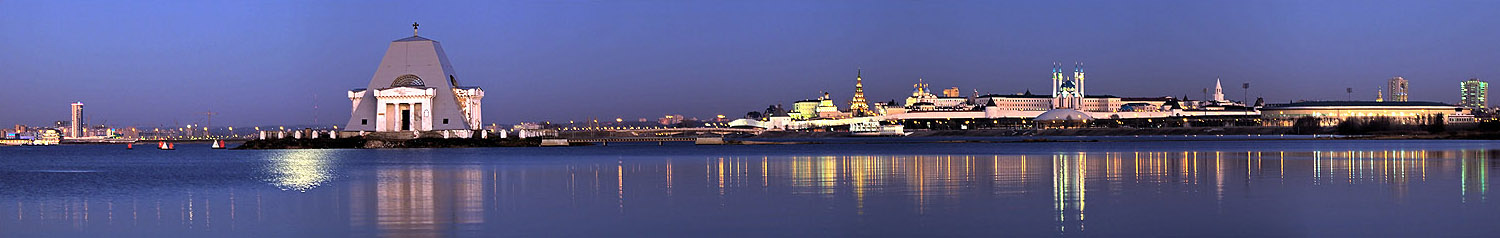
Панорама Казані

На менших річках, а також великих озерах і на деяких морських шляхах також здійснюються туристичні рейси. Як один з найцікавіших прикладів можна назвати круїз до Північного Полюса, який здійснюється з Мурманська на криголамі в літню пору. Також цікавий круїз на колісному пароплаві від Архангельська до Великого Устюга, який здійснюють зазвичай раз в сезон, на початку літа, коли на Північній Двіні і Сухоні досить води.
У планах Воронезької області запуск туристичного корабля, сучасної копії першого флагманського корабля російського флоту Гото Предестинація. Це 58-гарматний вітрильний лінійний корабель, спущений на воду в 1700 році на замовлення Петра I на верфі Воронезького адміралтейства. Його створюють на верфі «Варяг» в Карелії.
У деяких випадках круїзами називають тривалі автобусні екскурсійні поїздки по містах з ночівлею в готелях. В першу чергу, це маршрути з Москви по Золотому кільцю і іншим містам Європейської частини Росії.

#### Паломницький туризм
У Росії поступово розвивається і стає популярним паломницький туризм, тобто цілеспрямоване відвідування місць, пов'язаних з тією чи іншою релігією. Паломництво по святих місцях усередині країни дуже поширене в православ'ї. Найчастіше метою паломництва виступає поклоніння святиням (мощам, іконам) і відвідування місць подвижництва православних святих. Відповідно, головними центрами такого туризму є великі відомі монастирі: Валаам, Троїце-Сергієва Лавра, Ніло-Столобенська пустель, Кирило-Білозерський монастир, Верхотурський Миколаївський монастир, Свято-Успенська Саровська пустель, Білогірський Воскресенський монастир, Раїфський монастир, монастирі Свіязька і багато інших. Православне паломництво — вид туризму, що володіє в Росії власною інфраструктурою (проживання та харчування для паломників часто організовано при монастирях, існують спеціалізовані на таких поїздках туристичні організації).
Крім православного, можна відзначити ісламське і релігійне буддистське паломництво в Росії (з природничо-історичними центрами в Булгарі, Елісті і Бурятії).
Також заслуговує на увагу паломництво, пов'язане з язичництвом і шаманізмом. Досі багато народів Росії зберегли свої традиційні вірування, в яких особливо значущими можуть бути гаї, гори, поля, річки, певні території, окремі камені і дерева — і до них приходять люди з метою поклоніння. Також до цих пір в Росії є шамани, до яких люди звертаються для вирішення особистих проблем. Звичайно, у більшості відвідувачів інтерес скоріше етнографічний і краєзнавчий, але, особливо серед корінних народів Півночі та Сибіру, є і справжні адепти язичницьких вірувань.

### Полювання, фотополювання, рибалка

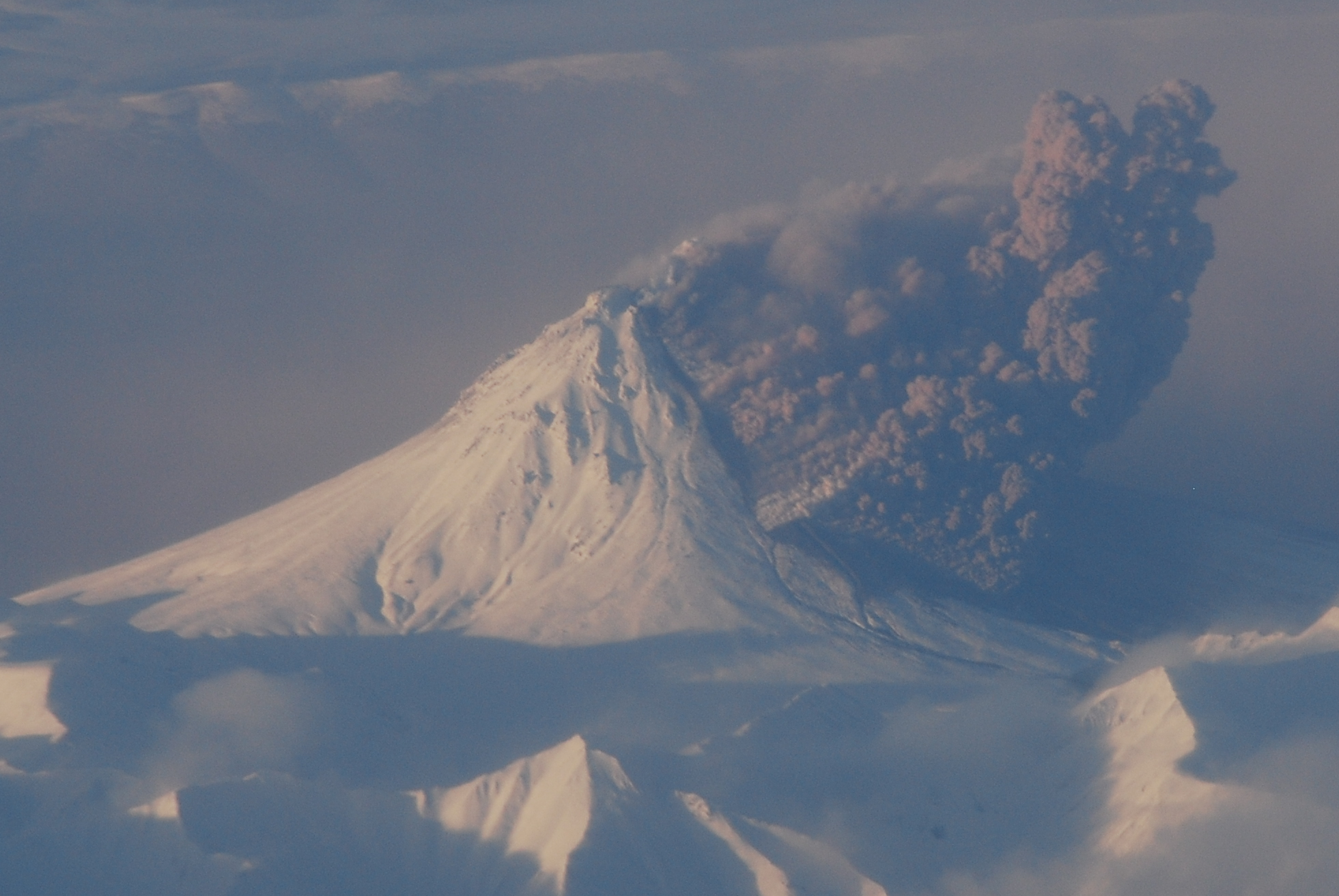
Кизим, Камчатка

Одним з найколоритніших місць для риболовлі є Камчатка. Більшість камчатських річок беруть початок біля підніжжя гір і в льодовиках. Цим пояснюється чистота і якість їхніх вод. Річки Камчатки привертають велику кількість туристів — любителів рибної ловлі. Морські води, які омивають Камчатку, багаті різноманітними молюсками, а також великою кількістю видів риби.
Також з точки зору рибальського туризму цікавий Кольський півострів, зокрема, річки Варзуга, Умба, Кица. Річки багаті кумжею, фореллю або сьомгою. Село Варзуга щорічно відвідують близько 1000 іноземних туристів, в основному, з Великої Британії. Одним з відомих гостей був Ерік Клептон.

### Пляжний та оздоровчий туризм

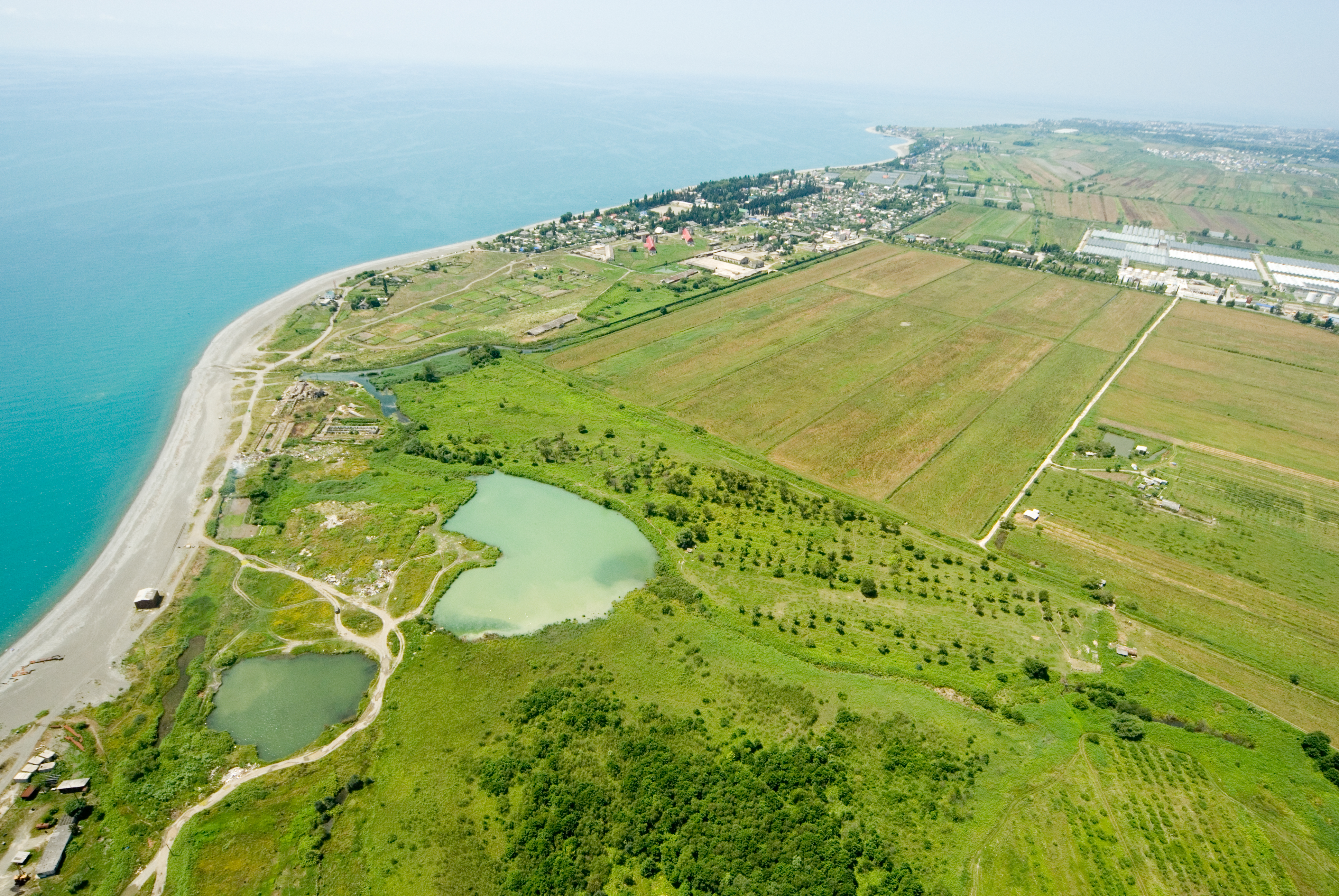
Бухта на Чорноморському узбережжі

Незважаючи на те, що Росія вважається однією з країн з найхолоднішим кліматом, на її територію входять області з помірним морським кліматом (Калінінградська область, Тамань), з напівсухим середземноморським кліматом (ділянка узбережжя від Анапи до Туапсе), з вологим субтропічним кліматом (Сочі) і з помірним мусонним кліматом (Приморський край), де розташовані літні курортні зони.

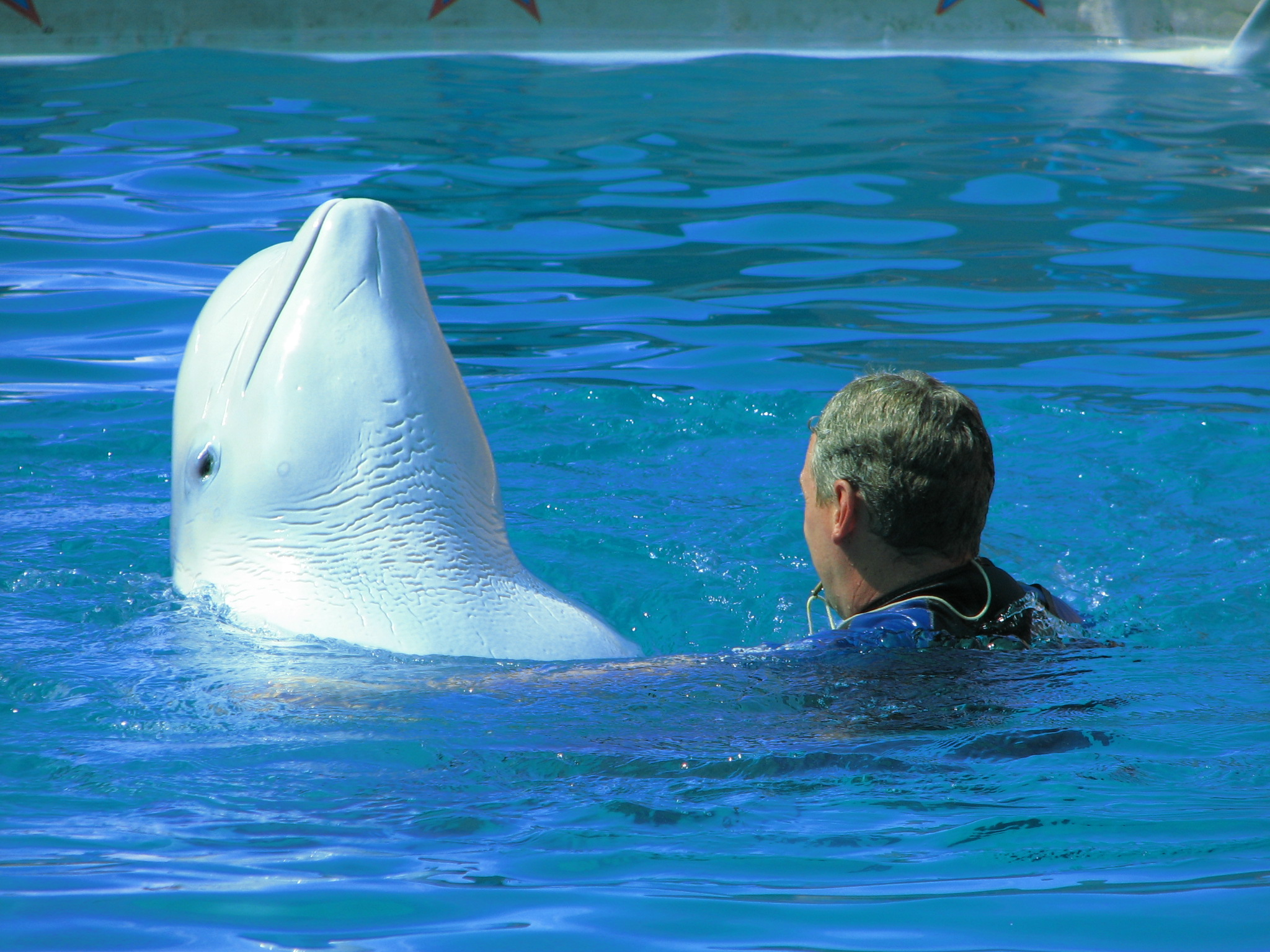
Дельфінарій в Адлері

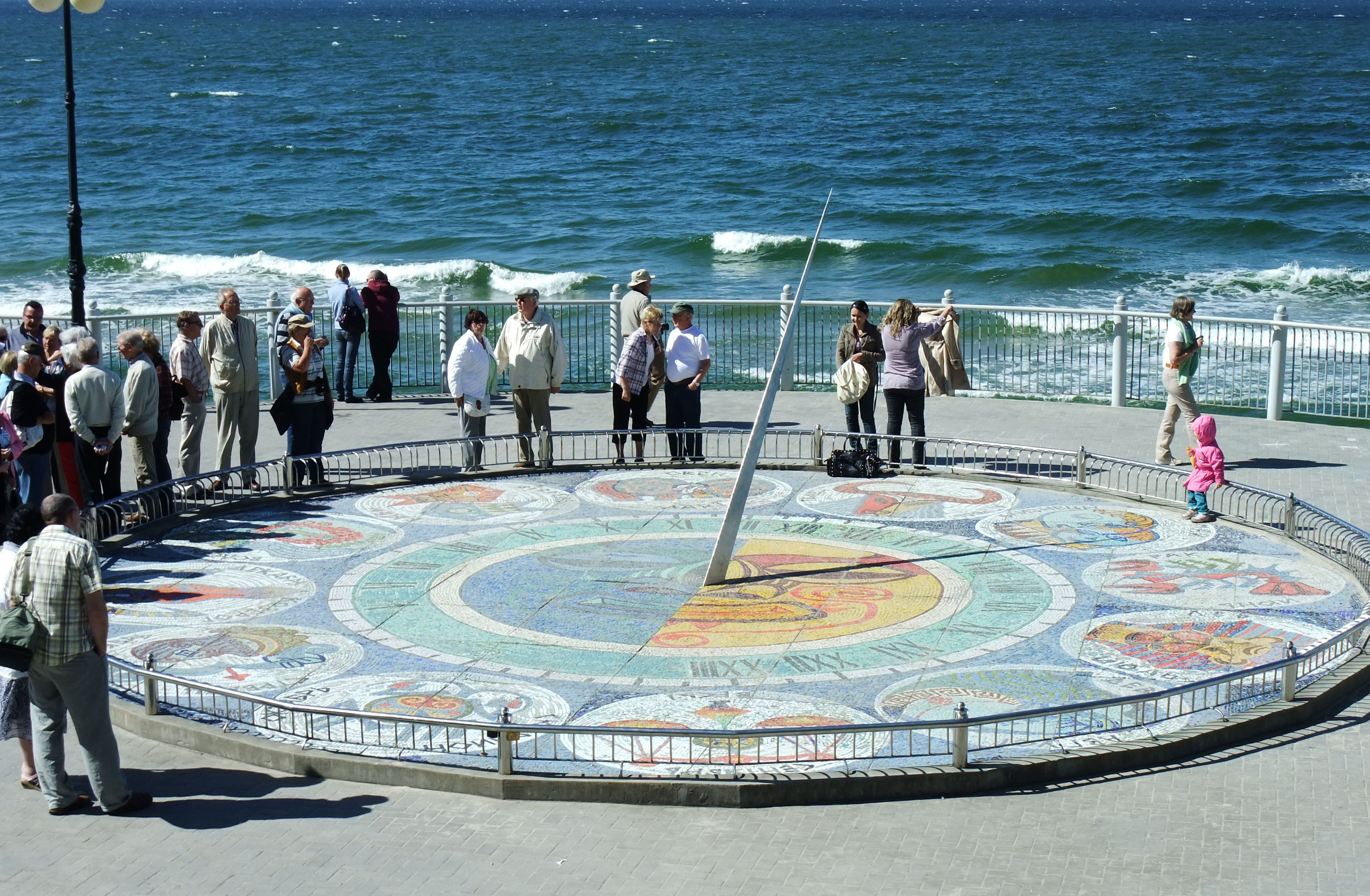
Набережна Світлогорська

На курортах Краснодарського краю і на узбережжі Балтійського моря широко поширений сімейний відпочинок.
На Балтійському узбережжі в Калінінградській області відомі такі курортні містечка, як Зеленоградськ, Світлогорськ. Пам'ятками цих курортів є красива морська набережна, міський променад з протяжним пляжем, здравниці, цікава історія, німецькі споруди довоєнного часу, доглянуті парки, сосновий бір. Також можна відвідати музеї в Калінінграді, наприклад, музей Канта (Кафедральний собор на о. Канта) і побувати на єдиному в світі промисловому підприємстві з видобутку бурштину в селищі Янтарному . Тут можна спробувати місцевий делікатес — виноградного равлика, що збирається і переробляється в екологічно чистому районі Калінінградської області (відповідно до стандартів ЄЕС). Поруч з містечками знаходиться національний парк Куршська коса, включений в Список об'єктів Всесвітньої спадщини ЮНЕСКО в Росії.
Краснодарський край — найтепліший і вважається найблагодатнішим регіоном Росії. З північного заходу і південного заходу територія краю омивається Азовським і Чорним морями. Популярними морськими курортами є Анапа, Туапсе, Сочі. Сочі — найбільше російське місто-курорт, розташований між Кавказькими горами і Чорним морем. Вони також найдовші з приморських міст Краснодарського краю — 145 км уздовж узбережжя. Населення становить приблизно 400 тис. осіб і об'єднує представників понад 100 національностей. Щорічно Сочі приймає 3,5-4 млн туристів і відпочиваючих. У передмісті Сочі розташовані найпівнічніші в світі чайні плантації. У 2014 році в Сочі пройшли і дали бурхливий розвиток місту і окрузі Зимові Олімпійські ігри. Існує також проект з будівництва штучного острова «Федерація» близько Сочі.
Також є ряд курортів, що входять в групу Кавказькі Мінеральні Води (Мінеральні Води, Георгіївськ, П'ятигорськ, Желєзноводськ, Лермонтов, Єсентуки, Кисловодськ, Зольський район Кабардино-Балкарської республіки і Малокарачаєвський район Карачаєво-Черкеської республіки), і гірськолижних курортів (Червона Поляна (зазнав радикальні реконструкцію і розширення до Зимової Олімпіади-2014), Архиз, Лагонаки, Ельбрус, Мамісон, Домбай, Красноярськ, Челябінськ ), які проходять період оновлення туристичної інфраструктури. Варто зазначити, що проект з розвитку гірськолижних курортів Північного Кавказу став переможцем конкурсу на міжнародній виставці нерухомості та інвестицій MIPIM Asia 2011 у Гонконзі в номінації «Найкращий проект майбутнього Центральної і Західної Азії». У проекті виявили бажання брати участь інвестори з Франції, Кореї, Об'єднаних Арабських Еміратів.
Приморський край на Далекому Сході славиться своєю екзотичною флорою і фауною. Район є найпівденнішим у зоні тайги і найпівнічнішим у зоні субтропіків, що визначає багатство природи і різноманітність ландшафтів. В Примор'ї розташовані Далекосхідний морський заповідник, Уссурійський заповідник, заповідник Кедрова Долина, національний парк «Земля леопарда». До 80 % території краю займають виключно різноманітні за складом ліси: хвойні, широколисті, дрібнолисті дерева і чагарники, багато з них ендемічні (абрикос маньчжурський, актинідія). Ліси Приморського краю також багаті кедровими горіхами, лікарськими рослинами (лимонник, женьшень). Тут зростають найвищі дерева на Далекому сході (ялиця цільнолиста до 50 м), підлісок дуже густий, перевитий ліанами, що досягають 25-метрової висоти, в нижньому ярусі лісу панує напівтемрява. На озерах часто можна зустріти квітучі лотоси. Найвідомішим представником приморської фауни є амурський тигр. Тепле Японське море на півдні, наявність джерел цілющих вод — все це дозволяє розвивати туризм в краї. Популярні (за рахунок внутрішнього туризму) піщані пляжі розташовані близько Находки (Лівадія, та ін.), в планах міста — оновлення інфраструктури. Більш тепле море і унікальні природні ландшафти знаходяться в бухті Витязь, бухті Трійці поруч з селом Андріївка і в інших бухтах узбережжя. Акваторія Японського моря завдяки дуже прозорій і досить теплій воді найперспективніша для дайвінгу серед інших морів Росії. Підводні ландшафти різноманітні, тут можна зустріти велику різноманітність як північних, так і субтропічних видів риб, а також ларгу, восьминогів, актиній, морських зірок, їжаків, трепангів, гребінця, мідій, піщанок, крабів, медуз, планктонів. Є і затонулі судна. Йде розробка концепції будівництва туристичної інфраструктури на острові Російському у Владивостоці.
По всій країні функціонують пансіонати, профілакторії та санаторії, що пропонують або просто відпочинок на природі, або відпочинок, поєднаний з лікувальними процедурами, проте велика частина з них є спадщиною радянських часів.

## Сфера туристичних послуг
У спадок від СРСР в сфері туристичних послуг залишилися готелі, піонерські табори, пансіонати (як в Середній смузі Росії, так і на Чорноморському узбережжі), національні мережі туркомпаній Супутник і Інтурист і міські екскурсійні бюро. Звичайно, в пострадянський час багато з зазначених організацій також активно еволюціонували (зокрема, були приватизовані, за винятком невеликого числа відомчих), але все ж в них найпомітніші відгомони радянських часів. При цьому можна сказати, що практично повністю оновилася сфера туризму, а також активно використовується туристами сектор громадського харчування, і виник напрямок комерційної організації дозвілля, в тому числі для туристів і екскурсантів.
Інвестиції в основний капітал «Готелі та ресторани» в млрд руб. за даними Росстату :
| # | 1999 р | 2000 р | 2001 р | 2002 р | 2003 р | 2004 р | 2005 р | 2006 р | 2007 р | 2008 р | 2009 р | 2010 р | 2011 р | 2012 р |
| - | ------ | ------ | ------ | ------ | ------ | ------ | ------ | ------ | ------ | ------ | ------ | ------ | ------ | ------ |
| 1 | 5,3    | 9,3    | 10,8   | 11,8   | 8,9    | 9,9    | 12,9   | 19,3   | 33,0   | 39,9   | 38,7   | 46,9   | 55,6   | 54,5   |

Сфера послуг:
| #  | Установи:                                                       | 2009 р .: | 2010 р | 2011 р |
| -- | --------------------------------------------------------------- | --------- | ------ | ------ |
| 1  | Число готелів                                                   | 7410      | 7866   | 8406   |
| 2  | Число санаторіїв і пансіонатів з лікуванням                     | 1294      | 1273   | 1 282  |
| 3  | Число санаторіїв — профілакторіїв                               | 684       | 656    | 655    |
| 4  | Число будинків відпочинку                                       | 171       | 140    | 104    |
| 5  | Число баз відпочинку, кемпінгів та інших організацій відпочинку | 1687      | 1636   | 1600   |
| 6  | Число туристичних баз                                           | 141       | 132    | 158    |
| 7  | Число організацій громадського харчування, тис.                 | 45,2      | 50,1   | 58,3   |
| 8  | Число дитячих оздоровчих закладів, тис.                         | 51,0      | 50,2   | 49,2   |
| 9  | Число установ культурно-дозвіллєвого типу, тис.                 | 47,4      | 46,1   | 45,0   |
| 10 | Число музеїв                                                    | 2539      | 2578   | 2631   |
| 11 | Число професійних театрів                                       | 601       | 604    | 618    |
| 12 | Число цирків                                                    | 66        | 68     | 68     |
| 13 | Число зоопарків                                                 | 28        | 29     | 28     |
| 14 | Число нерухомих пам'яток історії та культури, тис.              | 142,5     | 143,4  | 185,1  |
| 15 | Число кінотеатрів, тис.                                         | 5,6       | 4,1    | 4,4    |
| 16 | Число стадіонів з трибунами                                     | 2666      | 1906   | 1904   |
| 17 | Число спортивних залів, тис.                                    | 70,0      | 72,4   | 74,3   |
| 18 | Число плавальних басейнів                                       | 3990      | 4237   | 4467   |
| 19 | Число площинних спортивних споруд (майданчики і поля), тис.     | 126,4     | 129,6  | 133,6  |
| 20 | Число державних природних заповідників                          | 101       | 101    | 102    |
| 21 | Число національних парків                                       | 40        | 40     | 41     |
| 22 | Число туристських фірм (на кінець року)                         | 6897      | 9133   | 10266  |

### Організація туризму
Хоча деяка кількість громадян Росії подорожують у відпочинок самостійно, абсолютна більшість користуються послугами туркомпаній, купуючи т. з. Туристичний продукт. У даній сфері в Росії працюють численні туристичні та екскурсійні компанії, які здатні задовольнити практично всі найтиповіші запити туристів. У тих місцях Росії, де розвинений пізнавальний туризм, пропонуються різноманітні екскурсійні програми; там, де поширений спортивний і екстремальний туризм, часто можна знайти пропозиції по організації і цього виду відпочинку. Особливо велику популярність має закордонний виїзний туризм, в першу чергу пляжно-оздоровчий та екскурсійний (в тому числі круїзний, автобусний). При цьому різко збільшилися частка і розміри (до декількох мільйонів в рік) туризму за напрямками в безвізові для росіян країни (Туреччина, Єгипет тощо)
З метою привабливості для споживача організовуються турпакети, що включають переліт, відпочинок та інші послуги на місці, в тому числі особливою популярністю користується пакет олл-інклюзів. Деякі великі туроператори навіть бронюють в сезон відпусток чартерні авіарейси, а також викупляють у авіакомпаній великі пакети авіаквитків, що знижує ціни на переліт. Крім послуг туркомпаній, для планування і самостійної організації відпочинку, придбання авіаквитків російські туристи часто користуються міжнародними і російськими інтернет-сервісами бронювання компаній-агрегаторів (booking. com, Oktogo.ru, OneTwoTrip, Avia.business, Anywayanyday.com, Озон Тревел, aviasales.ru, skyscanner.ru  , Biletix, Momondo, Зв'язковий Тревел та ін.), а також інформаційними інтернет-сервісами путівників, про транспорт, про візи і відгуки (wikitravel, Travel.ru, Tripadvisor.ru, marshruty.ru, rasp.yandex.ru, tutu. ru, awd.ru, Timatic, otzyv.ru тощо).
Деякі туркомпанії спеціалізуються на окремих видах організації туризму і відпочинку, деякі є багатопрофільними. Так само, в той час як деякі компанії пропонують відпочинок тільки в Росії, а інші — тільки за кордоном, багато компаній пропонують обидва напрямки.
Крім діяльності порівняно невеликої кількості туроператорів, що безпосередньо організовують поїздки (здебільшого базуються в столичних Москві, Петербурзі та великих містах), існують (особливо в регіонах) тисячі компаній та агенцій, що є турагентами, які є офіційними представниками туроператорів або просто реалізують туристичні послуги від них.
У рейтингах найбільших туроператорів Росії фігурують Тез-тур, Пегас Туристік, Корал Тревел, Наталі Турс, Бібліо Тревел, TUI Росія та СНД , Інтурист, Мостревел, S7 Тур, Санрайз Тур, Пак-груп, Інфофлот, Мостурфлот, Відходи, Волга-Флот-Тур, Туртранс-Вояж (а також Капітал Тур і Нева до банкрутства в 2010 і 2014 роках), серед найбільших турагентів — мережеві Магазин горящих путівок, Інтурист Магазин Подорожей, Гарячі тури, Global Travel, Blue Sky, Skyland та ін..
Реєстрацію і деякий нагляд за діяльністю туркомпаній, координацію правил їхньої роботи і допомогу в здійсненні діяльності здійснюють Федеральне агентство по туризму і засновані туркомпаніями такі об'єднання як Турпомощь (обов'язкове страхування відповідальності туроператорів перед клієнтами), Російський союз туріндустрії, Асоціація туроператорів Росії (), Асоціація бізнес-туризму, асоціація «Світ без кордонів» та інші.

### Проживання
В даний час в Росії представлені всі можливі пропозиції щодо проживання: готелі всіх класів, хостели, мотелі уздовж основних автодоріг, кемпінги і оренда квартир. У 2012 році за даними Росстату обсяг платних послуг російських готелів та аналогічних засобів розміщення склав 141 млрд рублів.
Велика частка готельного ринку традиційно припадає на Москву, Санкт-Петербург, курорти Краснодарського краю (в першу чергу, постолімпійській Сочі), міста Золотого Кільця, до яких додалися постуніверсіадна Казань і окупований з 2014 року Крим. Варто відзначити історичну особливість: у переважній більшості міст Росії готелі не були орієнтовані на розміщення туристів, тому майже в кожному районному центрі країни є готель, але вони до цих пір розрахована на прийом на відрядження або якихось специфічних місцевих працівників: буровиків, лісорубів та ін. Хоча з розвитком нових напрямків — наприклад, паломницькі при відомих монастирях, гірськолижні (в тому числі також за межами традиційного Північного Кавказу) та інші спортивно-екстремальні, подієві при деяких фестивалях і святах, «дідморозівський» Великий Устюг, Соль-Ілецьк тощо — значно зростають готельєрні можливості і в них.

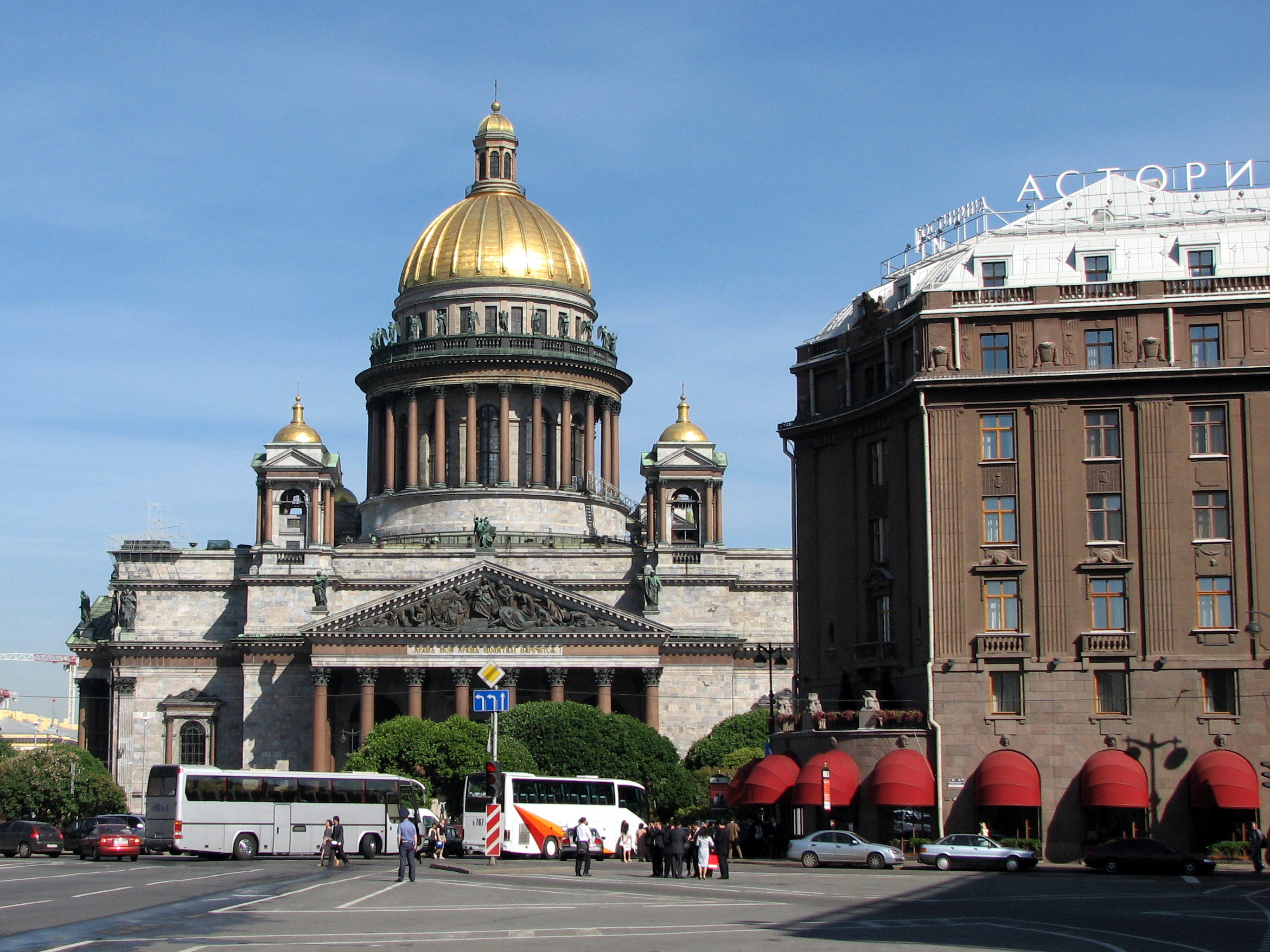
Готель Асторія близько Ісаакіївського собору в Санкт-Петербурзі

Єдиної системи бронювання в Росії поки немає. У популярних інтернет-сервісах, таких як Booking.com і Oktogo.ru, в даний час представлені в основному готелі, що розташовані на популярних туристичних маршрутах. Багато готелів, хостелів та фірм, що пропонують квартири в оренду, мають сайти в інтернеті з власною системою бронювання, але для готелів в невеликих нетуристичних містечках характерна відсутність представництва в мережі «Інтернет».

### Харчування
Підприємств громадського харчування в Росії досить для задоволення запитів туристів. Винятком може стати хіба що зовсім глуха провінція, але і там, навіть у маленьких, нетуристичних містах зазвичай знаходяться кафе і навіть ресторани. Єдина проблема, з якою можна зіткнутися — те, що в невеликих містах і селах у вихідні дні всі ресторани і кафе можуть бути закриті на спецобслуговування (тобто в них проводиться приватний бенкет, і вони не приймають одиночних клієнтів).
У плані кухні якесь розмаїття представлено тільки в великих містах рівня обласних центрів, і в найпопулярніших туристичних центрах. Повсюдно представлені російська і українська кухні, які відомі своїми супами і салатами. Найвідомішими (за кордоном) стравами російської кухні є млинці, щі, пиріжки, пельмені, червона і чорна ікра. Не можна не відзначити і російську горілку. Залежно від регіону, може бути представлена і місцева національна кухня. Наприклад, в Іркутській області і Бурятії можна спробувати пози, на березі Байкалу — різноманітно приготованого омуля, в Татарстані та Башкирії вам запропонують баурсак і ечпочмак.

### Транспорт

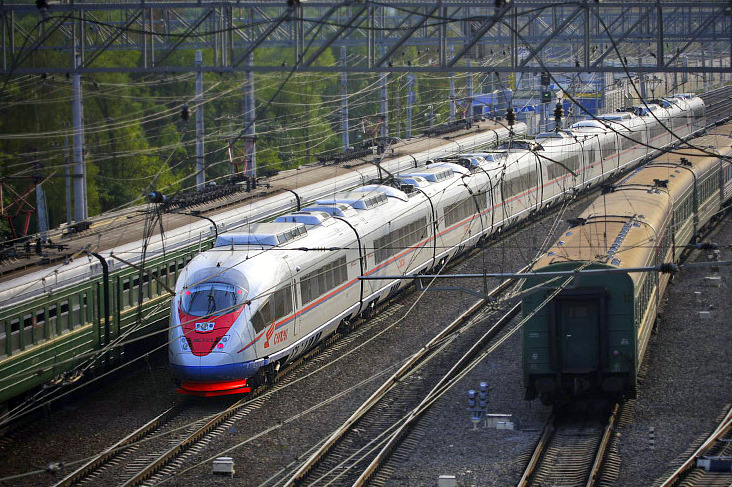
Електропоїзд «Сапсан» в Санкт-Петербурзі

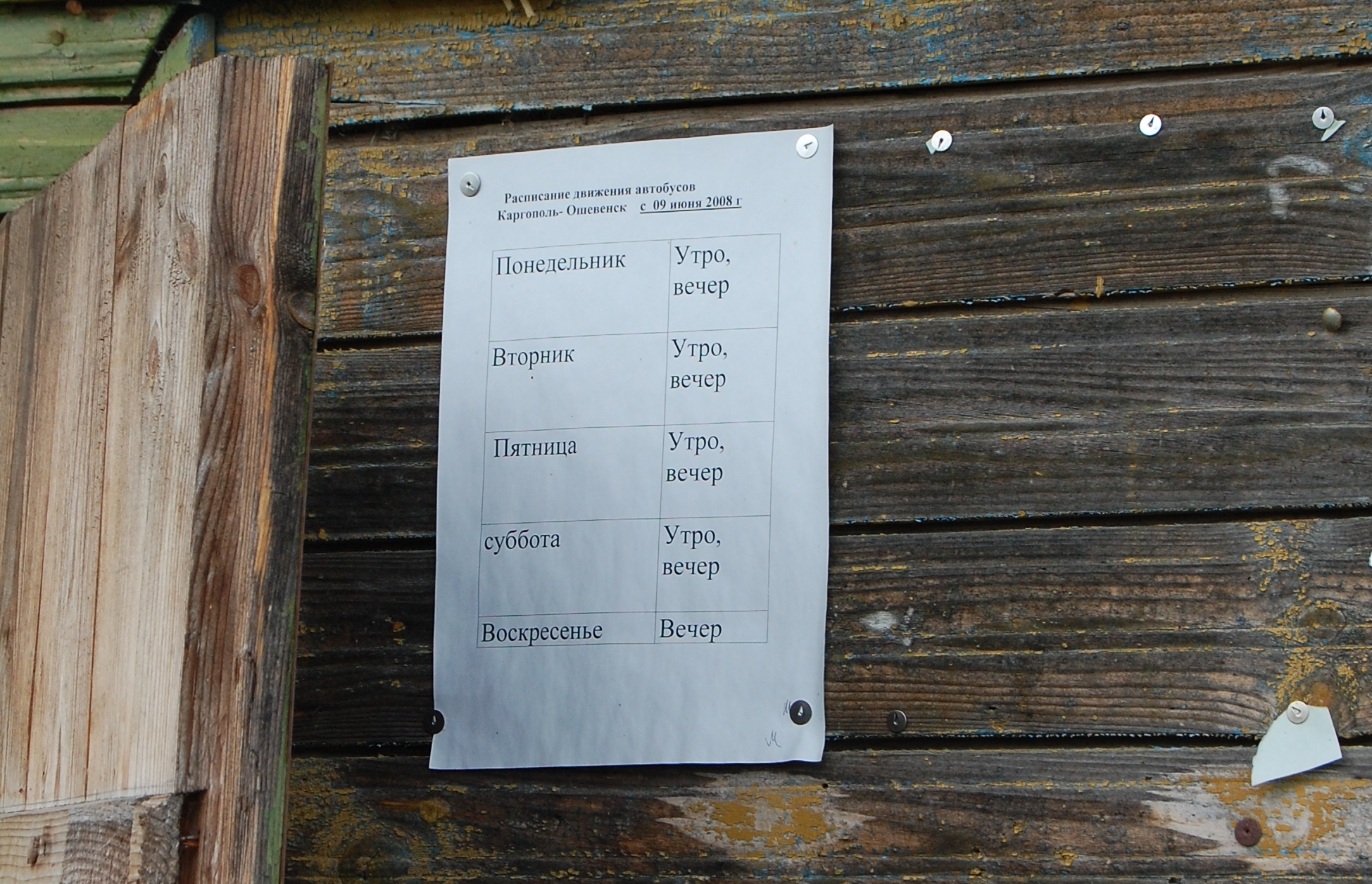
Розклад автобусів в Ошевенську Архангельської області

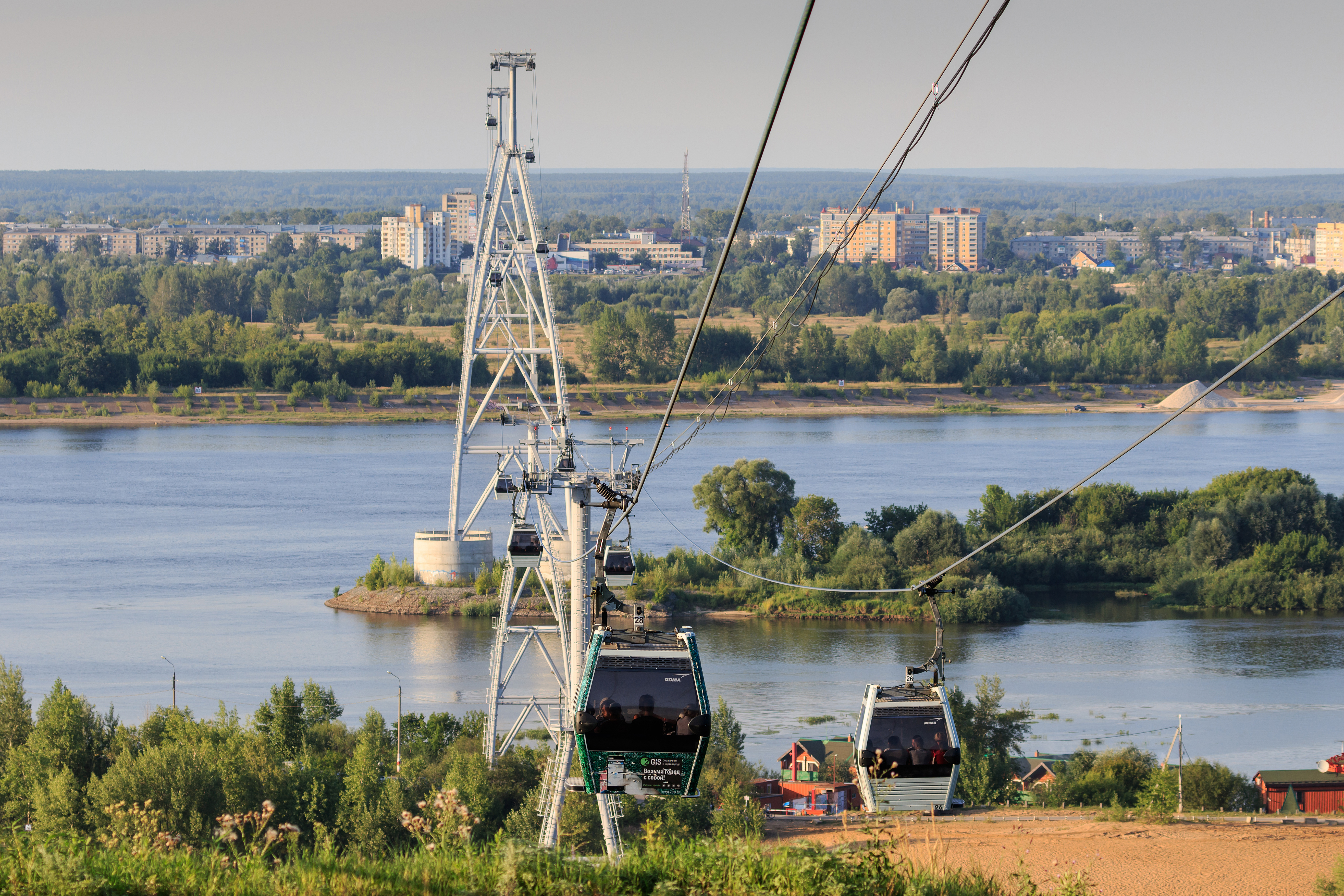
Канатна дорога «Нижній Новгород — Бор»

У Росії найрозвиненішим і найвикористовуванішим, в тому числі туристами, на сьогоднішній день є залізничний транспорт. За завантаженістю залізниць і довжиною електрифікованих залізниць Росія знаходиться на першому місці, хоча за протяжністю залізничних шляхів (на 2011 рік) — на другому місці в світі після США. Останнім часом активно розвиваються проекти по швидкісному залізничному перевезенню. Зокрема, були запущені швидкісні електропоїзди за маршрутами Москва — Санкт-Петербург, Москва — Нижній Новгород, Санкт-Петербург — Гельсінкі, а також до деяких ближніх міст з Москви і Санкт-Петербурга. Закуплено швидкісні електропоїзди Siemens Desiro для забезпечення перевезень пасажирів в Сочі, починаючи з Зимової Олімпіади 2014; подібні електропоїзди, створені за спільною російсько-німецькою технологією, починають вироблятися на спільному підприємстві в Росії і в подальшому будуть ще більш активно використовуватися. Розробляються проекти будівництва нових високошвидкісних залізничних магістралей Москва — Санкт-Петербург і Москва — Володимир — Нижній Новгород — Казань — Єкатеринбург. Крім того, у фактичного монополіста в області пасажирських залізничних перевезень, ВАТ «РЖД» функціонує єдина система покупки квитків, що, крім істотно меншою вартості, також є перевагою перед авіаперевезеннями, в яких, незважаючи на розвиток інтернет-бронювання, до сих пір не скрізь і не у всіх є можливість забронювати квиток, перебуваючи далеко від офісу авіаперевізника або авіакас.
Туристи внутрішнього і особливо виїзного напрямків активно використовують авіаційний транспорт. Останнім часом намітилася тенденція на модернізацію системи авіаперевезень, про це говорять факти реконструкції аеропортів (в Москві, Санкт-Петербурзі, Сочі, Казані, Владивостоці, Бєлгороді, Камчатці, Курилах, Хабаровську, Липецьку і інших), а також держпрограми відновлення міжрегіональних авіаперевезень і сприяння створенню вітчизняних лоукостерів. У 2011 році за даними Росавіації аеропорти збільшили кількість обслужених пасажирів у порівнянні з 2010 роком на 12,9 % — до 112 млн 395 тис. 316 осіб.
Пасажирський автотранспорт не дуже зручний, з огляду на розміри країни, недостатню безпеку і розвиненість мережі автодоріг, хоча по протяжності автодоріг Росія знаходиться за статистичними даними приблизно на рівні Канади і Австралії. Проте, зважаючи на низьку вартість, на ряді напрямків (як правило, якщо не потрібно нічний переїзд) міжміські автобуси активно використовуються, в тому числі туристами. Також є численні турпропозиції з груповими автобусними турами, які серед росіян популярніші за межами Росії (в першу чергу, в Європі).
За статистикою Росія за протяжністю водних маршрутів трохи відстає від Китаю, але сильно випереджає США і Європейський Союз. На внутрішніх водних маршрутах (в першу, чергу Волзького басейну) були за радянських часів рейсові теплоходи, перевезення далекого прямування не функціонують, а круїзні тури діють, але знизили наповнення зважаючи на чималу вартість.
Слід особливо відзначити, що в Росії є міста і сільські регіони, доступні тільки по повітрю або по воді. Такими є величезні області на півночі і сході країни: в Архангельській, Тюменській областях, в республіці Комі, в Красноярському краї, в Якутії і на Чукотці, на Камчатці і на Сахаліні.

## Іноземний туризм в Росії

### Історія

#### СРСР
Для розвитку туризму в 1933 році державне акціонерне товариство з іноземного туризму в СРСР «Інтурист» було об'єднано з Всесоюзним акціонерним товариством «Готель» і отримало в своє розпорядження мережі готелів, ресторанів і автотранспорт. У структурі НКВС СРСР, оголошеній наказом від 29 вересня 1938 року «Інтурист» вже не значився.

### Сучасність
Незважаючи на повільне зростання, за статистикою з 1995 по 2011 число іноземних туристів збільшилася з 1 мільйона 837 тисяч чоловік до 2 мільйона 336 тисяч, проте колишній рівень в'їзного туризму ще не досягнуто (1989р — 7,8 млн).
На 2011 рік лідером за кількістю туристів, що приїжджають до Росії, є Німеччина (майже 347 тисяч осіб), друге місце займає Китай (234 тисячі), а третє — США, близько 170 тисяч. В'їзний потік в Росію останнім часом збільшується, перш за все, за рахунок Китаю, який показав у 2011 році найбільше зростання — 48 %. Загальна кількість іноземних візитерів в 2011 році склало близько 25 мл. людина.
Внутрішній туризм в Росії перевищує в'їзний: так, в 2010 році кількість внутрішніх туристів дорівнювало 32 млн чоловік.
Урядом Російської Федерації була затверджена Федеральна цільова програма «Розвиток внутрішнього і в'їзного туризму в Російській Федерації (2011—2018 роки)». На поточний момент (весна 2012) в Росії ведеться будівництво сучасної туристичної інфраструктури в різних регіонах країни. В активній фазі перебуває будівництво та оновлення інфраструктури на Кавказі (Сочі, Архиз, Лагонаки, Ельбрус, Мамісон, Домбай), «Золотого кільця Росії», «Срібного кільця Росії», у Владивостоці (о. Русский), на Байкалі ("Іркутська слобода "в Іркутську, бухта Турка), Камчатці (сел. Паратунка), в Пермському краї (" Сніжинка "в м Чайковський), на Каспійському морі, побудовані гірськолижні курорти в Челябінській обл. («Євразія» в м Куса), в Красноярському краї («Бобровий лог»), відкритий для відвідувань на криголамі національний парк «Російська Арктика» (північна частина архіпелагу Нова Земля і 191 острів Землі Франца-Йосипа) і ін Шаблон:НЕ АІ .. Також поступово оновлюється транспортна інфраструктура.
У наймальовничіших і затребуваних туристами регіонах Росії були створені туристичні особливі економічні зони, які припускають сприятливі умови для організації туристичного бізнесу.
Проте за оцінкою експертів Всесвітнього економічного форуму по конкурентоспроможності туристичного ринку Росія зайняла в 2011 році лише 59-е місце (всього — 139 місць), а серед європейських країн — 33-е (з 42).
Проблеми, які позначили міжнародні експерти в туристичній діяльності, це: недостатньо розвинена туристична інфраструктура; недостатність готових інвестиційних майданчиків; високі тарифи на пасажирські перевезення (авіа, ж / д, авто-); недостатнє просування національного турпродукту; дефіцит кваліфікованих кадрів; низька якість наданих туристських послуг; недостатність конкуренції на туристичному ринку Росії; надлишкові адміністративні формальності; відсутність круїзного флоту (III Міжнародна конференція «Санкт-Петербург — морська столиця РОСІЇ. Морський туризм»).

### Статистика іноземного туризму в Росії
Іноземні туристи в Росії:
| #  | з країн:         | туристів у РФ у 2011 р. | % приросту від 2010 р | туристів у РФ у 2012 р | % приросту від 2011 р | туристів у РФ у 2013 р | % приросту від 2012 р | туристів у РФ у 2014 р | % приросту від 2013 р |
| -- | ---------------- | ----------------------- | --------------------- | ---------------------- | --------------------- | ---------------------- | --------------------- | ---------------------- | --------------------- |
| 1  | Німеччина        | 346627                  | 0                     | 375285                 | 8                     | 380253                 | 1.3                   | 349481                 | −8                    |
| 2  | Китай            | 234127                  | 48                    | 343357                 | 47                    | 372314                 | 8.4                   | 409817                 | 10                    |
| 3  | США              | 169763                  | 5                     | 179763                 | 6                     | 197334                 | 9.7                   | 162102                 | −18                   |
| 4  | Фінляндія        | 133630                  | −4                    | 120306                 | −10                   | 93762                  | −22                   | 68618                  | −27                   |
| 5  | Велика Британія  | 128533                  | 2                     | 135949                 | 6                     | 157799                 | 16                    | 134314                 | −15                   |
| 6  | Італія           | 125062                  | 2                     | 118729                 | −5                    | 117927                 | −0.6                  | 107072                 | −9.2                  |
| 7  | Іспанія          | 100773                  | 16                    | 70291                  | −30                   | 70193                  | −0.1                  | 60443                  | −14                   |
| 8  | Франція          | 94863                   | 1                     | 99581                  | 5                     | 96947                  | −2.6                  | 94941                  | −2                    |
| 9  | Туреччина        | 80754                   | 43                    | 100918                 | 25                    | 122728                 | 21                    | 134702                 | 9.7                   |
| 10 | Ізраїль          | 75468                   | 29                    | 85955                  | 14                    | 92478                  | 7.6                   | 108175                 | 17                    |
| 11 | Республіка Корея | 46991                   | 10                    | 48425                  | 3                     | 52114                  | 7.6                   | 82494                  | 58                    |
| 12 | Японія           | 37985                   | −10                   | 44667                  | 18                    | 55092                  | 23                    | 54111                  | −1.8                  |
| 13 | Нідерланди       | 37874                   | 8                     | 32533                  | −14                   | 30893                  | −5                    | 28097                  | −9                    |
| 14 | Канада           | 34926                   | 11                    | 36260                  | 4                     | 41000                  | 13                    | 35796                  | −13                   |
| 15 | Латвія           | 33522                   | −1                    | 32125                  | −4                    | 28149                  | −12                   | 29199                  | 3.7                   |
| 16 | Естонія          | 31255                   | −10                   | 27436                  | −12                   | 26280                  | −4                    | 25936                  | 13                    |
| 17 | Польща           | 29908                   | 17                    | 30088                  | 1                     | 28229                  | −6.2                  | 17905                  | −37                   |
| 18 | Австрія          | 28034                   | −1                    | 28076                  | 0.1                   | 29139                  | 3.8                   | 23373                  | −20                   |
| 19 | Швеція           | 27408                   | 24                    | 23862                  | −13                   | 17937                  | 25                    | 13468                  | −25                   |
| 20 | Швейцарія        | 26277                   | 10                    | 28845                  | 10                    | 29099                  | 0.9                   | 26678                  | −8.3                  |
| 21 | Австралія        | 24775                   | 17                    | 33021                  | 33                    | 36117                  | 9.4                   | 36468                  | 1                     |
| 22 | Норвегія         | 23338                   | 4                     | 20617                  | −12                   | 15634                  | 24                    | 12734                  | −18.5                 |
| 23 | Литва            | 22114                   | −3                    | 21060                  | −5                    | 21950                  | 4.2                   | 20081                  | −8.5                  |
| 24 | всього туристів  | 2335977                 | 9                     | 2570469                | 10                    | 2664782                | 3.7                   | 2583079                | −3                    |
| 25 | всього візітерів | 24932061                | 12                    | 28176502               | 13                    | 30792091               | 9.3                   | 32421490               | 5                     |

Також в Топ-20 країн за кількістю відвідувачів РФ з метою туризму в 2014 році увійшли Білорусь (43225 осіб), Україна (41349 осіб) та Бразилія (27142 особи).

## Особливості туризму в Росії
Незважаючи на багатство пам'ятками і розвиток галузі Росія залишається досить складною країною для відвідувань, особливо для туристів із Західних країн. Туристів можуть очікувати проблеми, специфічні тільки для Росії.

### Законодавча база
Основним законом, що регулює права громадян в сфері туризму, в Росії є Федеральний закон «Про основи туристської діяльності в Російській Федерації». Даний закон спрямований в основному на взаємини, що виникають в комерційному туризмі, і практично ніяк не стосується спортивного, самостійного і екстремального туризму. Більшість проблем, що виникають у людей, які подорожують по Росії, виникає в областях, що виходять за рамки даного закону і підзаконних актів.
Перш за все слід вказати на те, що деклароване в Конституції РФ і у Загальної декларації прав людини право на вільне пересування всередині країни, в Росії обмежена в деяких військових містечках, на території закритих міст, і в усій прикордонній зоні. Останнє може досить відчутно позначитися при плануванні маршруту по території Росії, так як прикордонна зона тут встановлена в межах адміністративних районів, і проходить в тому числі і вздовж морського узбережжя країни, завдяки чому в неї потрапляють гігантські території на Крайній Півночі. Способи отримання перепусток в прикордонну зону часто нетривіальні (так, правом в'їхати в Салехард громадян наділяє Управління ФСБ в Кургані). В регіонах, де туристичний бізнес має велике значення, режим прикордонної зони скасований особливими розпорядженнями. Такими регіонами є, наприклад, Соловецькі острови або місто Печори. Однак деякі прикордонні історичні міста, цікаві для туристів (наприклад, Мезень), як і раніше закриті для вільного відвідування (докладніше див. Статтю: Свобода пересування і вибору місця проживання).
Туристи часто через незнання, або спеціально вторгаються на територію інших об'єктів, що охороняються в Російській Федерації. До подібних об'єктів можна віднести військові частини, заповідники, заказники, території, що знаходяться в приватній власності. У цих випадках діє відповідне законодавство. Як один з найодіозніших можна привести приклад конфліктів між туристами, які щовесни сплавляються по річці Полометь, і військовою частиною, розташованої на берегах цієї річки на самій технічно складній і цікавій її ділянці.
Деякі види туризму підпадають під дію законів, що регулюють інші сфери людської діяльності. Крім очевидних випадків (таких, як підпадання джипінг а під дію ПДР), є і більш спірні. Так, у водному туризмі активно використовуються різні маломірні судна, контроль за якими здійснює ГИМС Росії. Необхідність реєстрації туристичних суден в органах ГИМС викликала бурхливі дискусії в середовищі туристів. Починаючи з 25 травня 2012 року реєстрація для більшості туристичних суден не потрібно.

### Мова

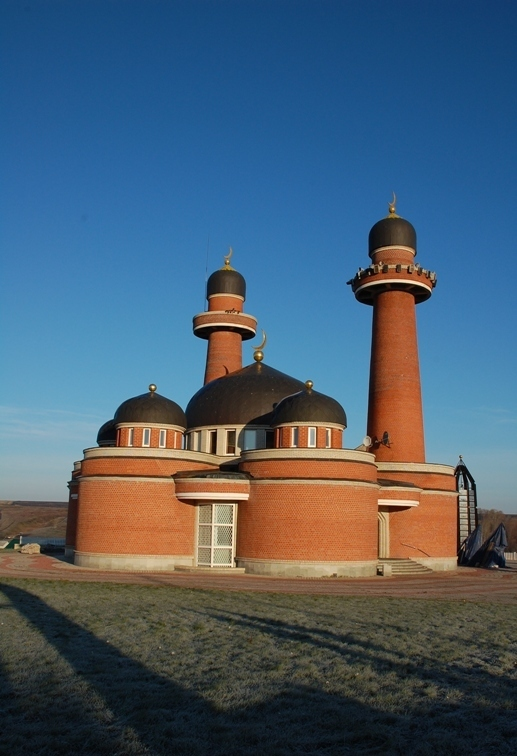
Мусульманський культурний центр в татарському селі в Нижньогородській області

Важливою проблемою є мовний бар'єр. Російська мова заснована на кирилиці, тому читання або хоча б інтерпретація написів і текстів, зроблених російською мовою, для більшості туристів із Західних країн є вкрай складним завданням, так як їхній алфавіт заснований на латиниці, а транслітерація покажчиків і переклад текстів зустрічається в Росії не часто. Також можна відзначити практично повна відсутність в Росії покажчиків на пам'ятки в звичному для іноземного туриста світло-коричневому кольорі. Хоча ситуація поступово змінюється, і зараз вже можна зустріти дорожні знаки з продубльованих латиницею текстом. Крім того, дуже мало людей за межами Москви і Санкт-Петербурга можуть висловлюватися англійською мовою, хоча практично у всіх школах Росії викладається англійська мова.
У деяких регіонах Росії населення говорить російською погано, активно користуючись мовою народу, що проживає в даному конкретному місці. Особливо явно це спостерігається в сільській місцевості. Як приклад можна привести Татарстан, Башкирію, республіки Кавказу, Північні регіони Росії, Бурятії, національні республіки Центральної Росії і навіть окремі райони Нижегородської області (місця компактного проживання татар-мішар).

### Гроші
Валюта Російської Федерації — російський рубль. На даний момент в Росії повсюдно прийнято користуватися місцевою валютою, розплатитися будь-якими іншими грошима майже ніде не вийде. Виняток становлять пасажирський транспорт, який прямує через кордон, і деякі, далеко не всі, компанії, що надають різні туристичні послуги та продукцію, в великих туристичних центрах. Поміняти валюту в провінції дещо складніше, ніж в Москві і Санкт-Петербурзі, але майже завжди це завдання здійсненне (особливо, якщо потрібно купити рублі): таку послугу надають практично у всіх банках.

### Місцеві жителі
В цілому, жителі Росії досить миролюбні і доброзичливі. У більшості регіонів країни заїжджому людині завжди допоможуть. При наявності в даній місцевості пам'яток настійно пояснюватимуть, як до них пройти. Ситуація може змінитися в місцях, де постійно присутня велика кількість туристів: місцеве населення на собі відчуває ті небезпеки, які несе разом з собою туризм для їх малої батьківщини. Також часто населення провінційних туристичних центрів занадто явно бачить різницю між власним рівнем життя і забезпеченістю приїжджих. Це призводить до конфліктів між місцевим населенням та туристами, втім, вони все одно носять характер поодиноких сутичок.
У місцях, де туризм є істотною статтею доходу місцевого населення, відносно туристів, особливо іноземних, можливі випадки нав'язування послуг, і багаторазового завищення цін на наданий туристичний продукт (екскурсії, тури, оплата музеїв, сувенірна продукція, харчування).
На загальному порівняно благополучному тлі виділяються окремі регіони Російської Федерації, де кількість злочинів щодо приїжджих значно вище. Це перш за все деякі республіки Північного Кавказу і Республіка Тува. Нарешті, в будь-якому регіоні Росії в туристів є ризик зустрітися з певними категоріями людей, що представляють для них небезпеку.

Сувеніри
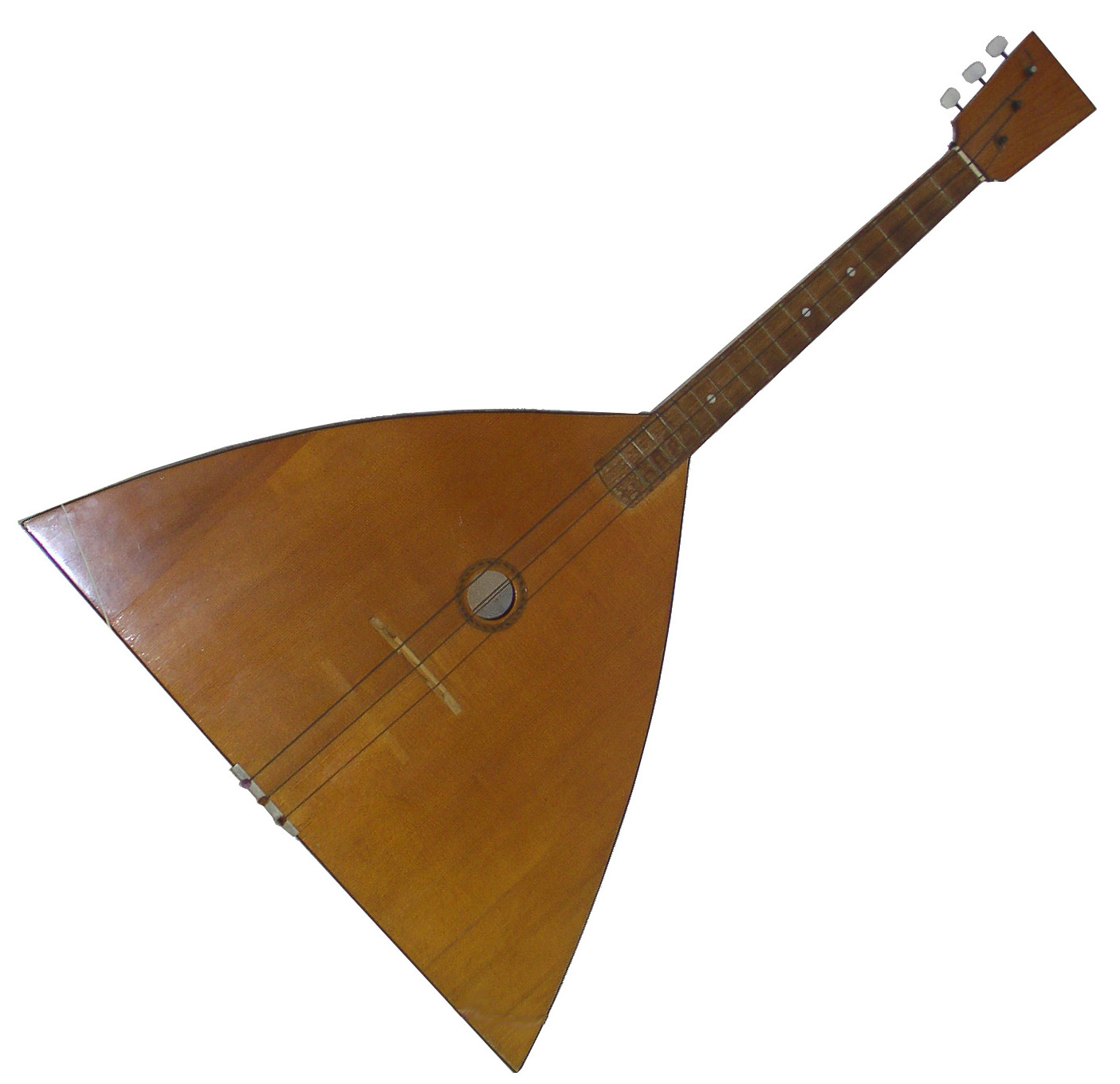
Балалайка
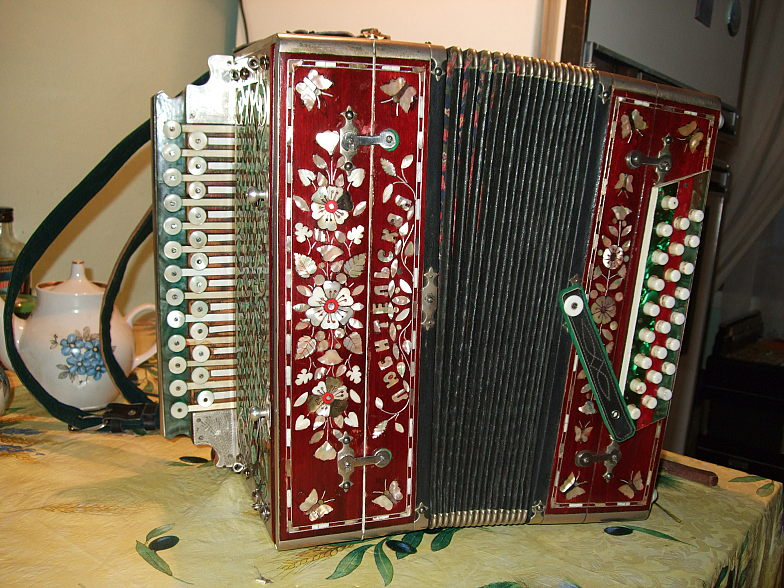
Гармошка
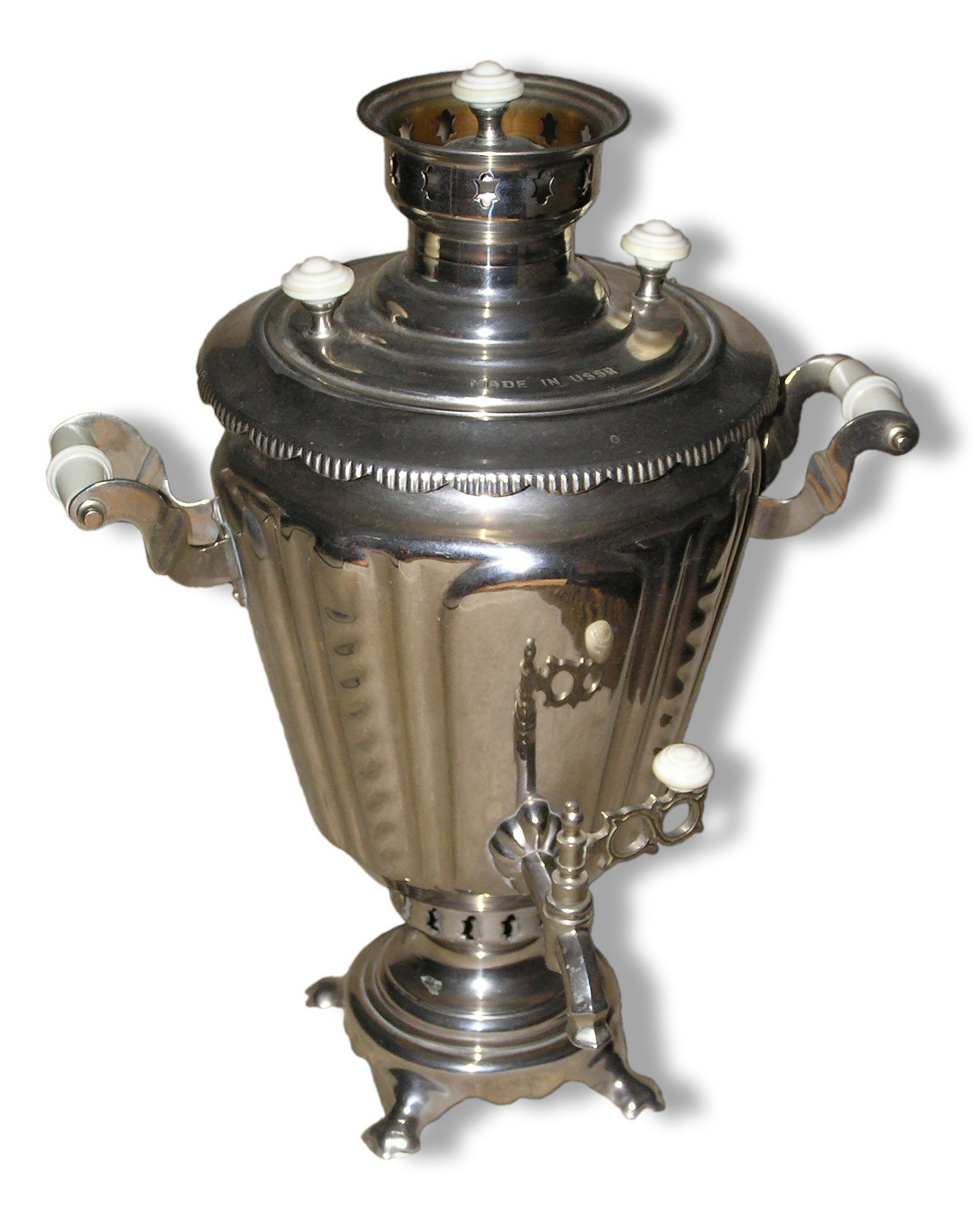
Самовар
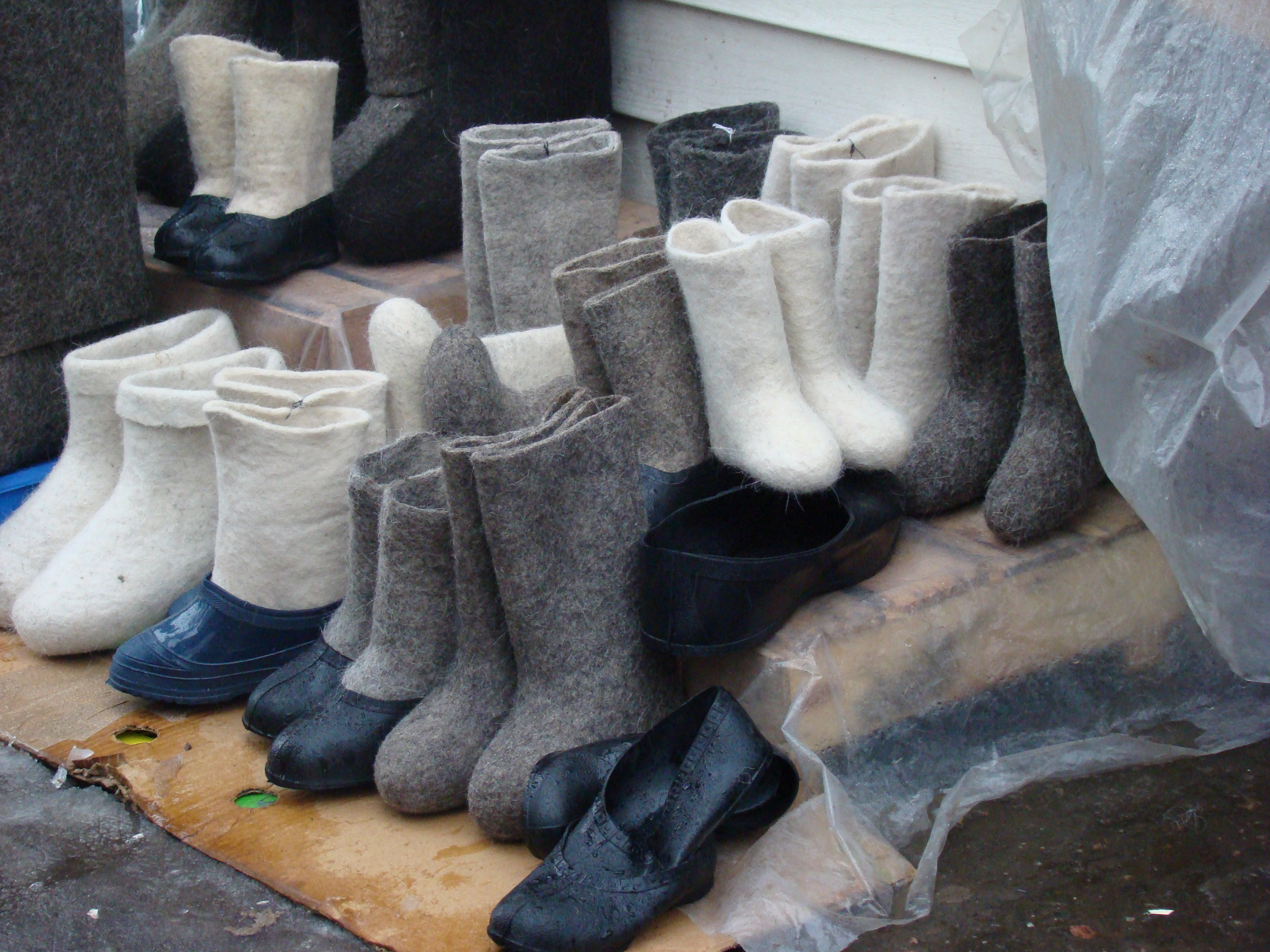
Валянки
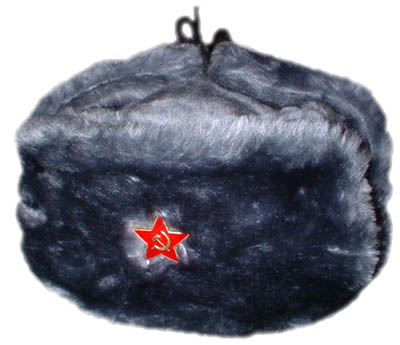
Шапка-вушанка
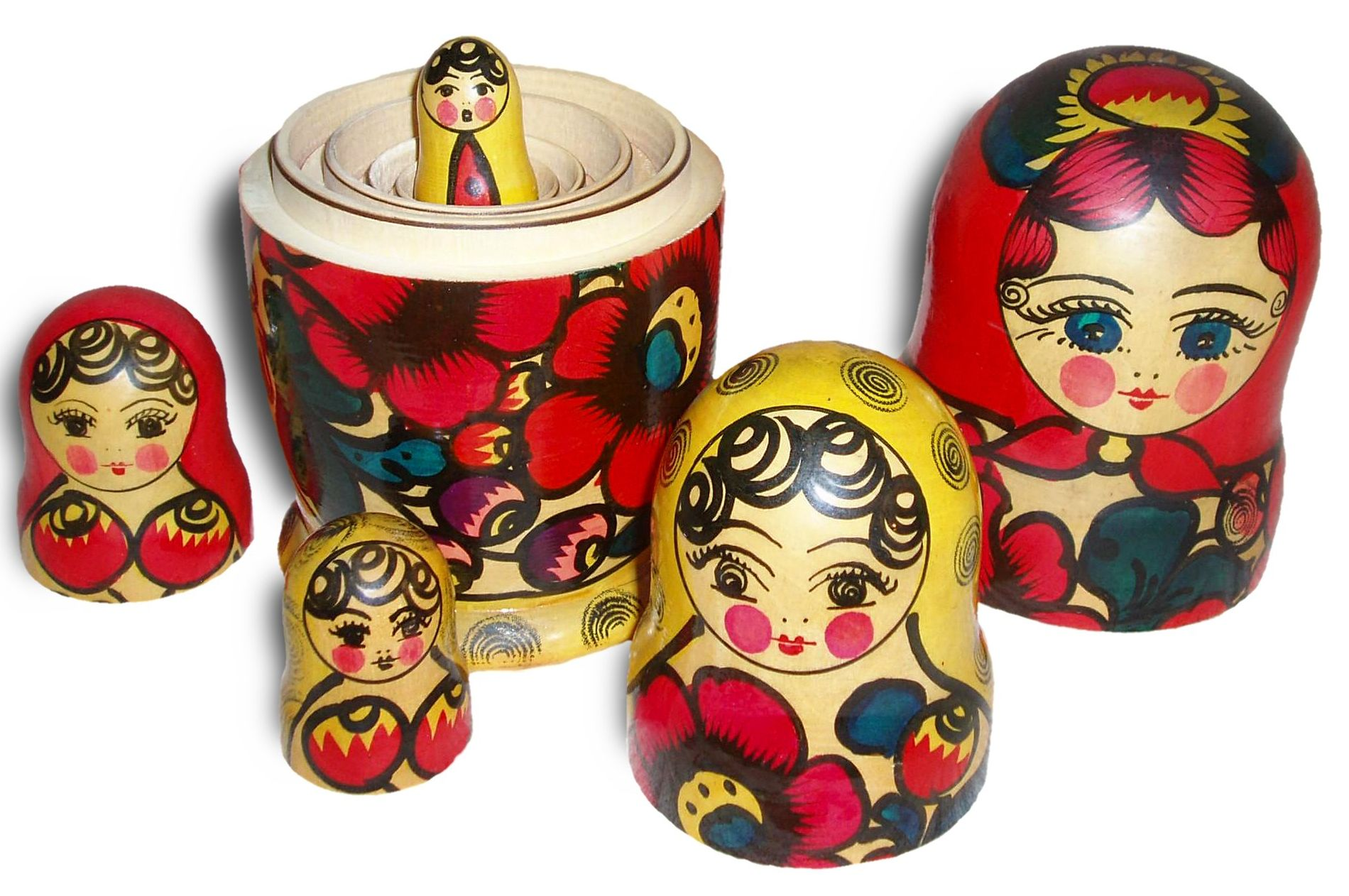
Матрьошка
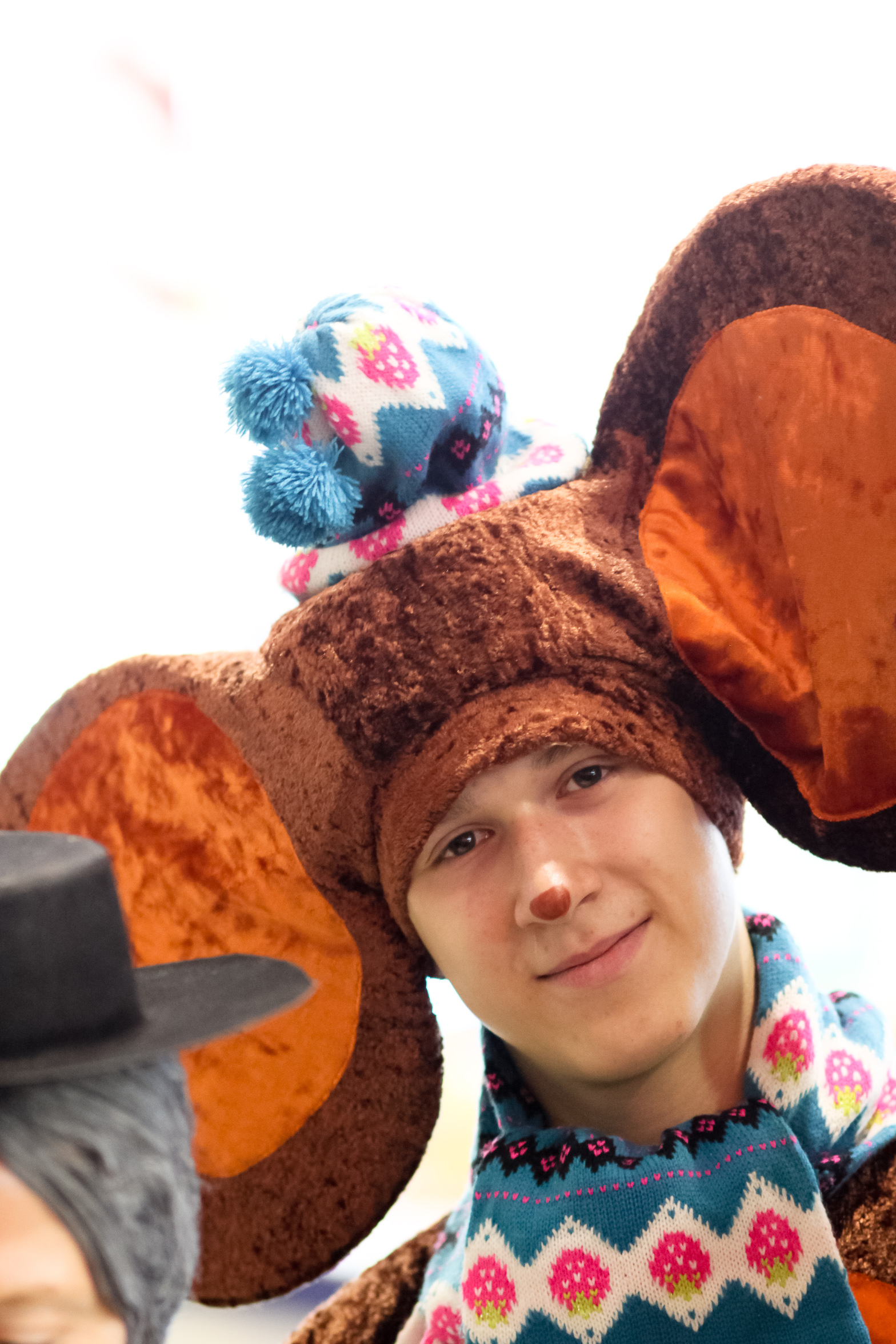
Чебурашка

Страви місцевої кухні
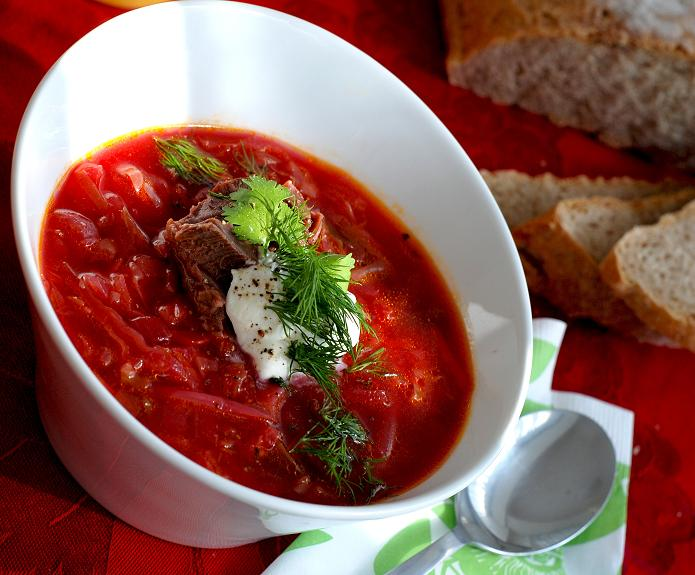
Борщ
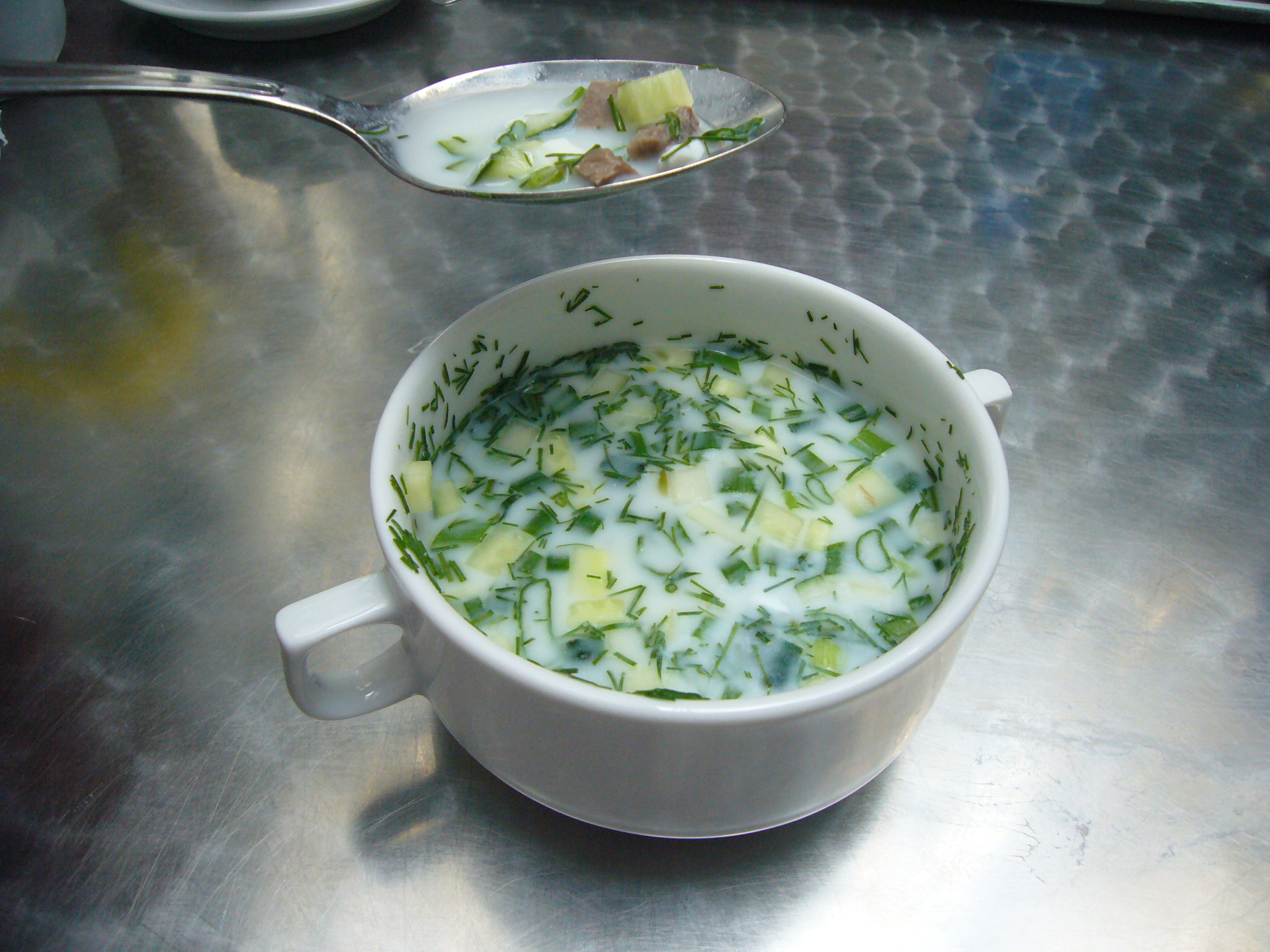
Окрошка
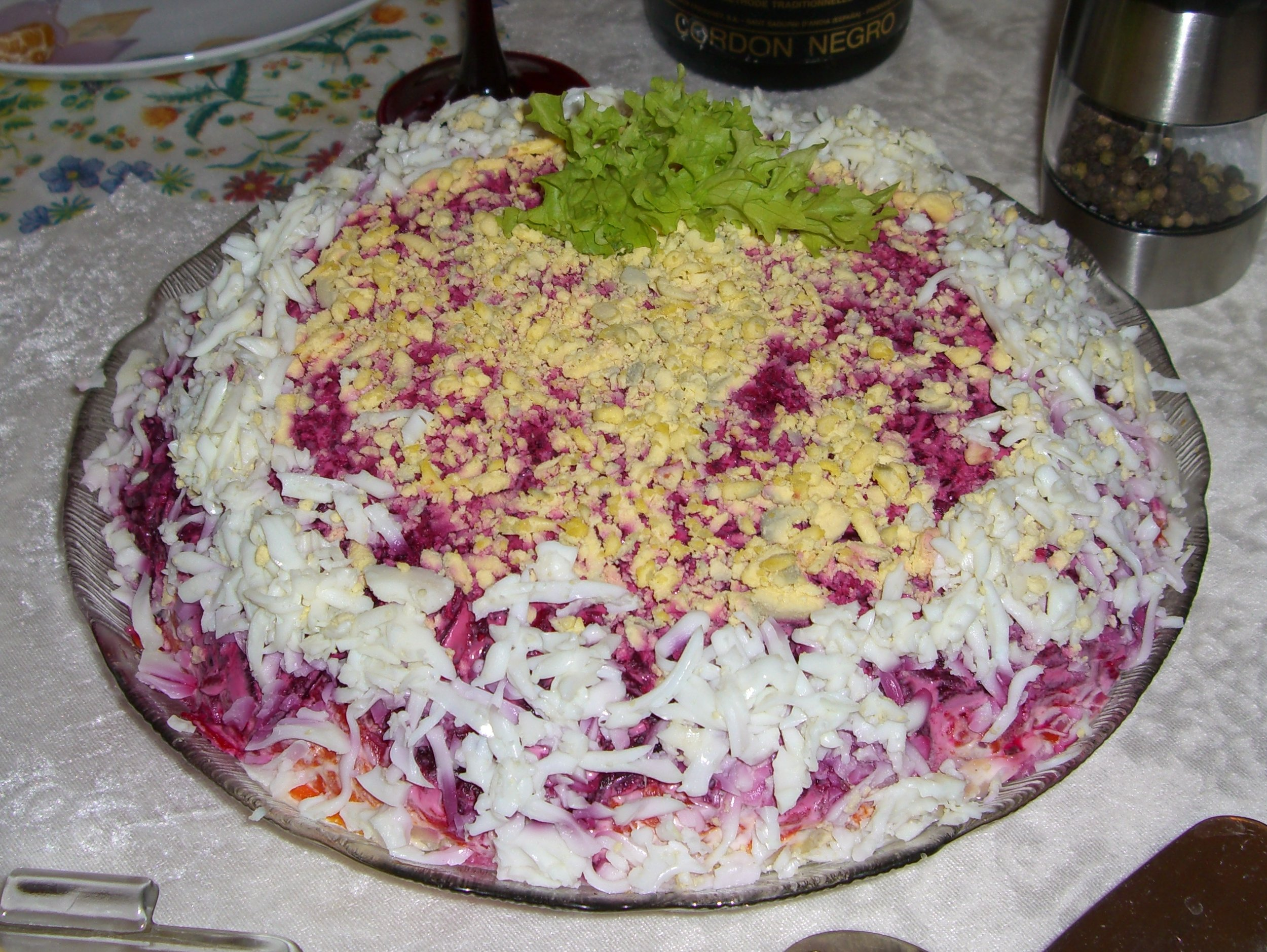
Оселедець під шубою
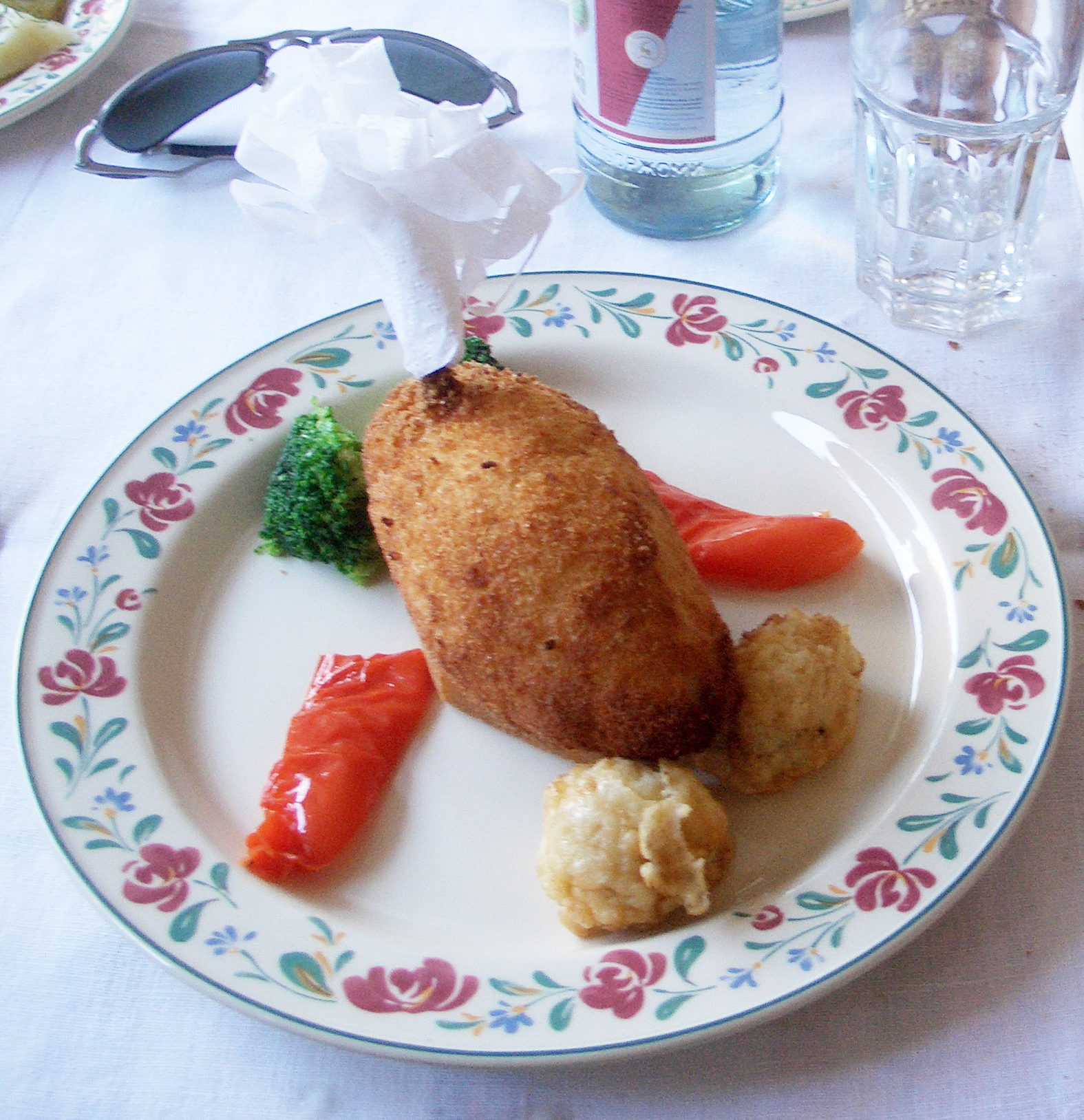
Котлети
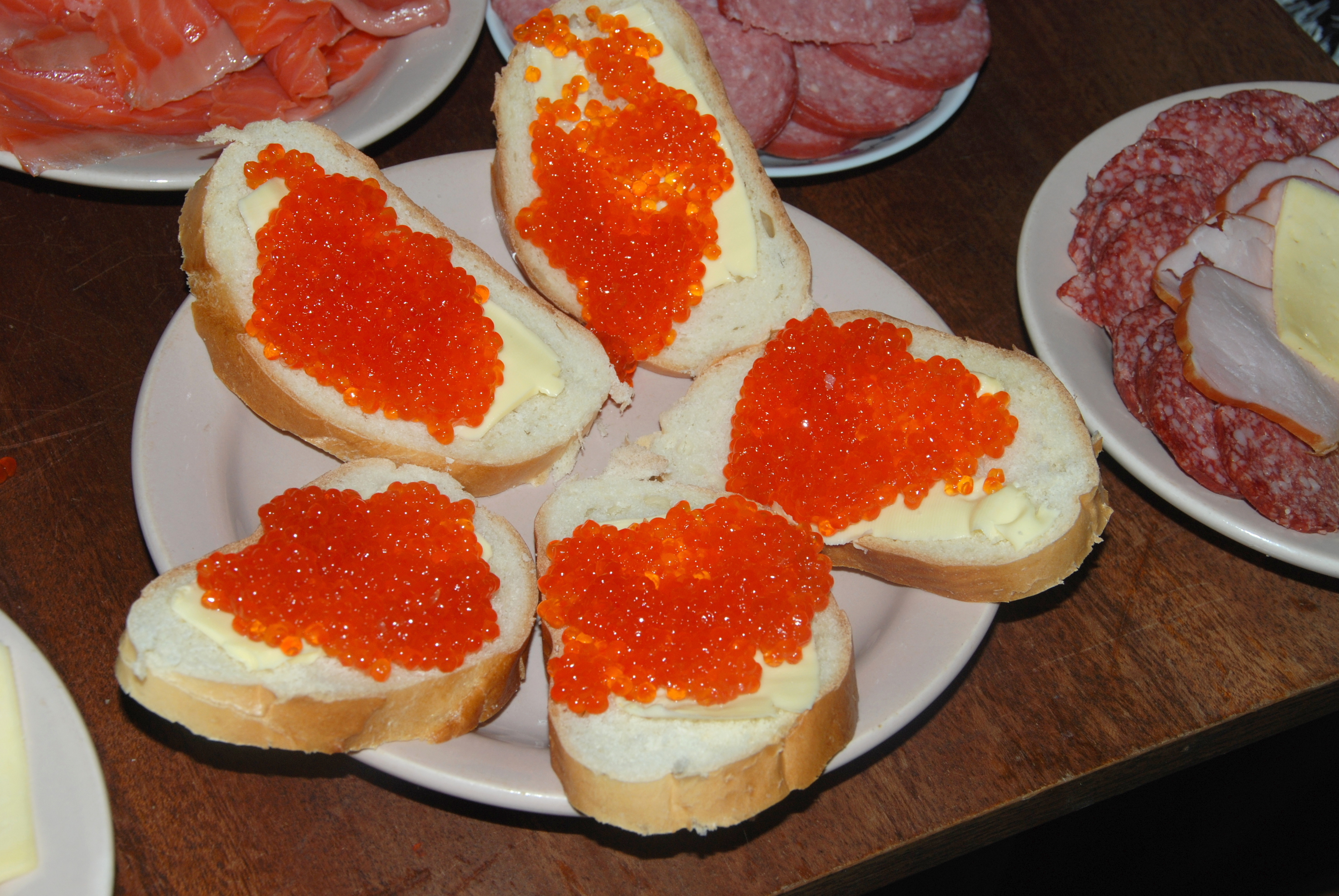
Червона ікра
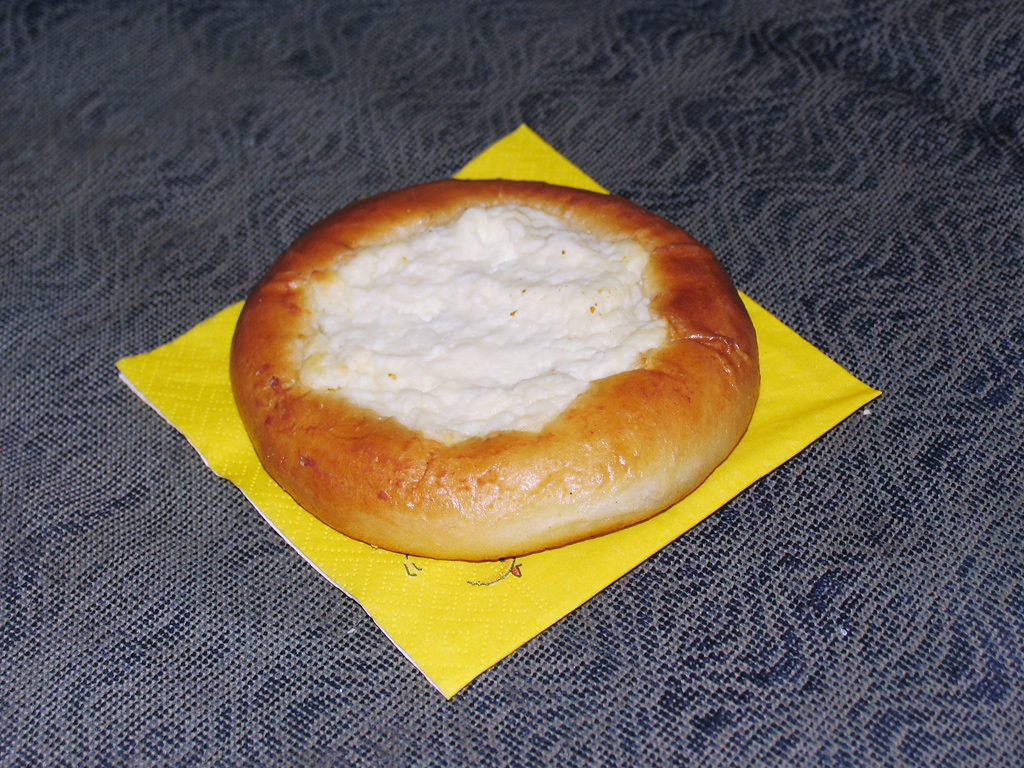
Ватрушка